# 2006

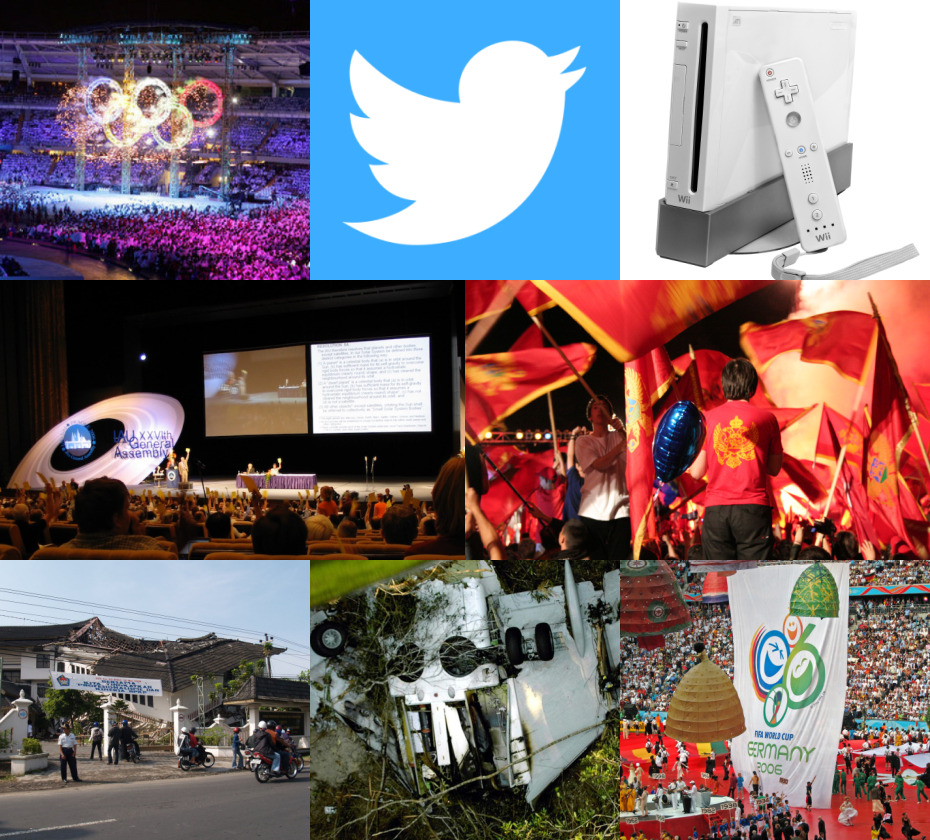
Desde arriba a la izquierda, en el sentido de las agujas del reloj: apertura de los Juegos Olímpicos de Invierno de 2006 en Turín; Twitter es fundado y lanzado por Jack Dorsey; Se lanza la Nintendo Wii; Montenegro vota para declarar la independencia de Serbia; Italia gana la Copa Mundial de fútbol de 2006 en Alemania; El vuelo 1907 de Gol Transportes Aéreos se estrella en la selva amazónica luego de una colisión en el aire con un jet ejecutivo Embraer Legacy 600; El terremoto de Yogyakarta de 2006 mata a más de 5.700 personas; la UAI vota sobre la definición de "planeta", que degrada a Plutón y otros objetos del cinturón de Kuiper y los redefine como "planetas enanos".

2006 (MMVI) fue un año común que comenzó en domingo según el calendario gregoriano. Fue también el número 2006 anno Dómini o de la designación de Era Cristiana, además fue el sexto año del siglo XXI, del III milenio, de la primera década del siglo XXI y el séptimo del decenio de los años 2000.
Fue designado:
- En Argentina fue declarado Año de Homenaje al doctor Ramón Carrillo, marcando el 100.º aniversario del nacimiento del primer ministro de Salud Pública de la Nación.
- El Año Internacional de Desiertos y la Desertificación, por la Asamblea General de las Naciones Unidas.
- El Año del Perro, según el horóscopo chino.
- El Año de Mozart, conmemorando el 250.º aniversario del nacimiento del compositor austríaco Wolfgang Amadeus Mozart.
- El Año de Oruro, conmemorando el 400.º (cuatricentenario) aniversario de la fundación de esta ciudad de Bolivia, fundada con el nombre de Villa de San Felipe de Austria.
- El Año de Ibarra, conmemorando el 400.º (cuatricentenario) aniversario de la fundación de esta ciudad del Ecuador, fundada con el nombre de Villa de San Miguel de Ibarra.
- El Año de Rembrandt, celebrando el 400.º aniversario del nacimiento (en los Países Bajos) de Rembrandt Harmenszoon van Rijn.
- El Año de Tesla, celebrando el 150.º (centésimo quincuagésimo) aniversario del nacimiento del mundialmente conocido inventor, físico e ingeniero eléctrico croata, Nikola Tesla.
- El Año Internacional de Asperger, marcando el 100.º (centésimo) del nacimiento del Dr. Hans Asperger, descubridor del síndrome de Asperger.
- En Cuba el año fue declarado como Año de la Revolución Energética.
- En Ecuador:
  - Se conmemoró el 100.º (centésimo) aniversario del nacimiento del diario El Comercio.
  - Se conmemoró el 100.º (centésimo) aniversario del nacimiento del Banco Pichincha.
- En España:
  - Se conmemoró el 75.º (septuagésimo quinto) aniversario de la instauración de la Segunda República Española.[1]
  - Se conmemoró el 70.º (septuagésimo) aniversario del golpe de Estado militar y comienzo de la Guerra Civil.
  - Se conmemoró el 50.º (quincuagésimo) aniversario de la llegada de la televisión con el nacimiento de la cadena Televisión Española (TVE).
- En México se celebró el bicentenario del nacimiento de Benito Juárez.

## Acontecimientos

### Enero
- 1 de enero: 
  - Entra en vigor en España la nueva ley antitabaco.[2]
  - Australia abandona la OFC y pasa a ser miembro de la AFC.
  - Rusia corta el gas natural a Ucrania por una discusión de precios.[3]
- 2 de enero: en México se emite por primera vez en Azteca Trece (actual Azteca UNO) el programa de televisión matutino producido por TV Azteca, Venga la Alegría.
- 4 de enero: fallece la primera víctima de la gripe aviar en Turquía.[4]
- 8 de enero: Un terremoto de 6,7 sacude Grecia dejando varios heridos.
- 10 de enero: el parlamento ucraniano destituye al gobierno por represalia por el acuerdo de gas firmado con Rusia.[5]
- 13 de enero: en Acassuso, Argentina, se perpetra el robo al Banco Río en Acassuso, con un botín de más de 8 millones de dólares.[6]
- 14 de enero: en una mina de carbón en Rumanía, una explosión de gas natural mata 7 personas.[7]
- 15 de enero: 
  - En la segunda vuelta de la elección presidencial en Chile, Michelle Bachelet es elegida con un 53,49% de los votos como la primera presidenta mujer de Chile.[8]
  - La Wikipedia en español cumple 5 años.
- 19 de enero:
  - Lanzamiento de la sonda estadounidense New Horizons hacia Plutón.[9]
  - En Tel Aviv, un terrorista se inmola con una explosión, causando heridas a 20 personas.[10]
- 20 de enero: en EE. UU. se estrena la película original de Disney Channel, High School Musical con un récord de audiencia de 30 millones de telespectadores.[11]
- 22 de enero: en Bolivia, Evo Morales toma posesión oficialmente como presidente[12]
- 24 de enero: en Canadá, Stephen Harper gana las elecciones federales, formando un gobierno de minoría.[13]
- 25 de enero: 
  - En los Territorios Palestinos, Hamás gana la mayoría de los escaños en las elecciones del Consejo Legislativo.[14]
  - Mondo Mini Shows inicia su transmisión televisiva de la serie nacida en Internet Happy Tree Friends
- 27 de enero: en todo el mundo se celebra el 250 aniversario del nacimiento de Wolfgang Mozart.[15]
- 28 de enero: en Katowice (Polonia) se derrumba un tejado de un centro de exposiciones, matando a decenas de personas.[16]

### Febrero
- 1 de febrero: 

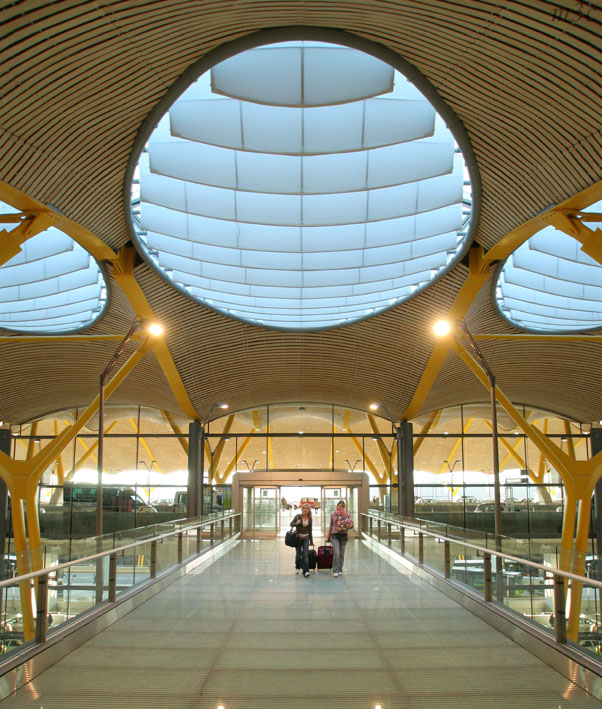
Imagen de la terminal 4 del aeropuerto de Barajas.

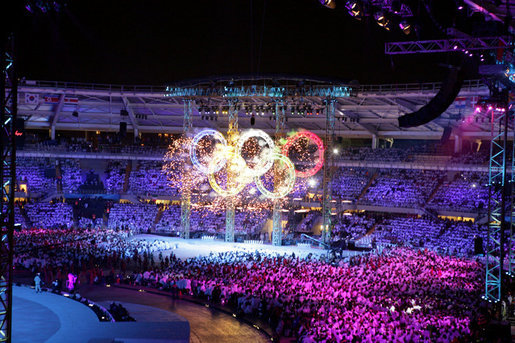
Imagen de la ceremonia de inauguración de los Juegos Olímpicos de Invierno de Turín.

  - En un polígono industrial situado a las afueras de Bilbao, el grupo terrorista ETA hace estallar una bomba, sin causar daños de importancia.[17]
  - En Río de Janeiro (Brasil) las lluvias torrenciales causan más de una docena de víctimas mortales.[18]
  - En las aguas del canal de la Mancha se hunde el buque cisterna Ece, con unas 10 000 toneladas de ácido fosfórico.[19]
  - Ben Bernanke presta juramento como nuevo presidente del Sistema de Reserva Federal, en sustitución de Alan Greenspan.[20]
- 2 de febrero: en los países musulmanes arrecian las protestas por la reproducción de caricaturas de Mahoma en diarios occidentales.[21]
- 3 de febrero: 
  - En España, la Frikipedia es retirada de la internet temporalmente tras una denuncia de la SGAE.[22]
  - El Gobierno español autoriza la OPA de Gas Natural sobre Endesa aunque impone algunas condiciones a la operación.[23]
  - En el mar Rojo se hunde un envejecido ferry egipcio de pasajeros, que lleva a unas 1400 personas.[24]
- 4 de febrero: 
  - En Damasco, manifestantes musulmanes que protestaban por la reproducción de caricaturas de Mahoma en diarios occidentales, incendian la embajada de Dinamarca, cuyo edificio acoge también las embajadas de Chile y Suecia.[25]
  - El presidente del Gobierno español, José Luis Rodríguez Zapatero, inaugura la cuarta terminal del aeropuerto de Barajas que aumenta su capacidad hasta los setenta millones de pasajeros al año.[26]
- 5 de febrero: 
  - En Costa Rica, Óscar Arias Sánchez gana las elecciones presidenciales.[27]
  - En Europa continúan las protestas musulmanas por la difusión de caricaturas de Mahoma. Grupos de musulmanes radicales queman el consulado danés en Beirut.[28]
  - En los Campeonatos de Europa de Balonmano celebrados en Zúrich, terminan con la victoria en la final de Francia frente a España por 23-31.[29]
- 6 de febrero: 
  - En Canadá, Stephen Harper, del Partido Conservador, toma de posesión del cargo de primer ministro.[30]
  - En Zaragoza tres terroristas de los GRAPO asesinan a una empresaria y hieren a su marido en un tiroteo iniciado tras exigirles dinero.[31]
  - En España, Luisa Castro gana el Premio Biblioteca Breve con la novela La segunda mujer.[32]
- 7 de febrero: 
  - En EE. UU., varios expresidentes estadounidenses acuden a los funerales de Coretta Scott King, viuda de Martin Luther King, en Atlanta.[33]
  - En Haití se celebran elecciones de las que René Préval resulta ganador.[34]
- 8 de febrero: 
  - En la Crisis de Timor Oriental en 2006 desertan 404 soldados, lo que produce robos, manifestaciones y combates civiles.[35]
  - En Los Ángeles (California) se celebra la 48.º gala de los Premios Grammy.[36]
  - En Somalia, la extrema sequía amenaza de muerte a miles de personas.[37]
- 9 de febrero: 
  - El Congreso español aprueba la reforma del Estatuto valenciano.[38]
  - En México, el poeta David Huerta gana el Premio Xavier Villaurrutia por su libro Versión y por el conjunto de su obra literaria.[39]
- 10 de febrero: 
  - En Turín (Italia) se inician los Juegos Olímpicos de Invierno.[40]
  - En Rabat, miles de musulmanes se manifiestan contra la difusión de caricaturas de Mahoma en la prensa europea.[41]
- 11 de febrero: Steve Fossett realiza el récord de distancia de vuelo sin escalas con 42.469,4 kilómetros (26.389,3 millas) volando durante 76 horas y 45 minutos. El anterior récord de distancia para vuelo sin escalas, estaba en 40.204 kilómetros y fue establecido en 1986 por la nave ligera Voyager pilotada por Dick Rutan y Jeanna Yeager.
- 13 de febrero: la policía francesa detiene a dos miembros del aparato logístico de la banda terrorista ETA.[42]
- 14 de febrero: 
  - En el suroeste de Argelia, las inundaciones dejan sin hogar a más de 50.000 saharauis en los campamentos de refugiados.[43]
  - En Urdax (Navarra), la banda terrorista ETA hace estallar una furgoneta bomba frente a una discoteca, que no provoca víctimas pero sí importantes daños materiales.[44]
- 15 de febrero: 
  - En los Territorios Palestinos, Hamás elige al moderado Abdelaziz Duaik para ocupar la presidencia del nuevo Parlamento.[45]
  - En Nueva York (EE. UU.), la fotografía The Pond-Moonlight (‘el estanque – luz de luna’) de Edward Steichen, subastada en la empresa Sotheby's, alcanza el récord del precio mayor pagado por una fotografía: 2,9 millones de dólares (2,4 millones de euros).[46]
- 16 de febrero: en Trápaga (España), la banda terrorista ETA coloca una bomba en un polígono industrial, que causa escasos daños.[47]
- 17 de febrero: en la provincia Leyte del Sur (Filipinas) se producen una serie de corrimientos de tierra.[48]
- 18 de febrero: 
  - En la playa carioca de Copacabana (Brasil) se reúnen más de dos millones de personas para ver un concierto gratuito del grupo de rock Rolling Stones.[49]
  - En la República Democrática del Congo empieza a regir la nueva constitución, contemplada dentro de los acuerdos de paz de Lusaka.[50]
  - En Palestina se constituye el nuevo Parlamento, controlado por Hamás.[51]
- 19 de febrero: 
  - Un alud en la isla filipina de Mindanao sepulta varias casas en la aldea de Depore, y deja 12 desaparecidos.[52]
  - El patinador estadounidense Shani Davis se convierte en el primer atleta afrodescendiente que consigue una medalla de oro en los Juegos Olímpicos de Invierno de Turín 2006.[53]
  - En San Juan de Sabinas (México) fallecen 65 mineros atrapados tras una explosión (Desastre minero de Pasta de Conchos).[54]
- 20 de febrero:
  - La película estadounidense Brokeback Mountain se erige en la triunfadora de los Premios BAFTA.[55]
  - La justicia austriaca condena a tres años de cárcel al escritor David Irving (n. 1938) por negar el Holocausto judío.
- 21 de febrero: 
  - El grupo energético alemán E.ON lanza una OPA sobre Endesa, mayor eléctrica española, cinco meses después de la oferta que protagonizó Gas Natural.
  - El presidente palestino, Mahmud Abbas, encarga a Hamás la formación del nuevo Gobierno.
  - El alcalde de Palencia, Heliodoro Gallego, asume la presidencia de la Federación Española de Municipios y Provincias.
  - En México, la empresa TV Azteca reinicia operaciones del canal de televisión XHTVM TV Canal 40 bajo el nombre de Proyecto 40 en lugar de su antecesor, CNI Canal 40.
- 22 de febrero: 
  - En Barcelona (España) se cierra el Canódromo Meridiana, el último que funcionaba en ese país.
  - Óscar Jaenada, Candela Peña, Lola Herrera, Gabino Diego, Chus Lampreave, Carmen Machi y Paco León triunfan en los Fotogramas de Plata.[56]
- En Chile comienza el Festival Internacional de la Canción de Viña del Mar.
- 23 de febrero: 
  - Los hermanos Faddoul, tres jóvenes venezolanos hijos de un empresario de origen libanés, son secuestrados en Caracas, junto con su chofer Miguel Rivas.[57]
  - Se lanza la venta la versión en español del libro Harry Potter y el misterio del príncipe'.
  - Un tejado se desploma sobre un mercado moscovita, matando al menos a 40 personas y deja heridas a otras 31 personas.
  - En Cleveland (Estados Unidos) fallece de un paro cardíaco Louwana Miller, un año después de que la psíquica Sylvia Browne le dijera en un programa de televisión (en noviembre de 2004) que no buscara más a su hija, que ya estaba muerta. Amanda Berry (n. 22 de abril de 1986) estuvo secuestrada desde el 21 de abril de 2003 y logró escapar de su cautiverio el 6 de mayo de 2013 (a los 27 años).[58]
  - Una banda armada perpetra en Kent el mayor robo de la historia del Reino Unido, tras apropiarse de más de 73 millones de euros de una empresa de seguridad.
  - En Shanghái (China) se inaugura una tienda Zara. Representa el desembarco en China de la multinacional española Inditex.
  - En Mozambique, se registra un terremoto de 7,0 que deja 4 muertos y 36 heridos.
- 24 de febrero:
  - España decide abrir embajadas permanentes en Nueva Zelanda, Sudán, Trinidad y Tobago y Yemen.
  - En Madrid, la Universidad Complutense de Madrid inviste doctor honoris causa al escritor italiano Claudio Magris.
  - En Colombia, el político y empresario Pedro Juan Moreno, y tres personas más, pierden la vida al estrellarse el helicóptero en que viajaban. Los hechos ocurrieron en inmediaciones del municipio de Mutatá, en la región del Urabá.
- 25 de febrero: en Uganda, el presidente Yoweri Museveni gana su segunda reelección, provocando disturbios en Kampala por parte de los partidarios de oposición.
- 26 de febrero: terminan los Juegos Olímpicos de Invierno de Turín.

### Marzo
- 1 de marzo: 

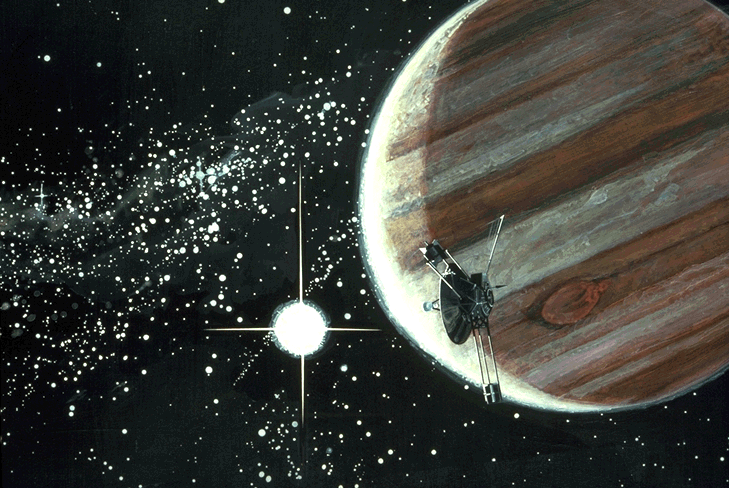
Imagen del Pioneer 10.

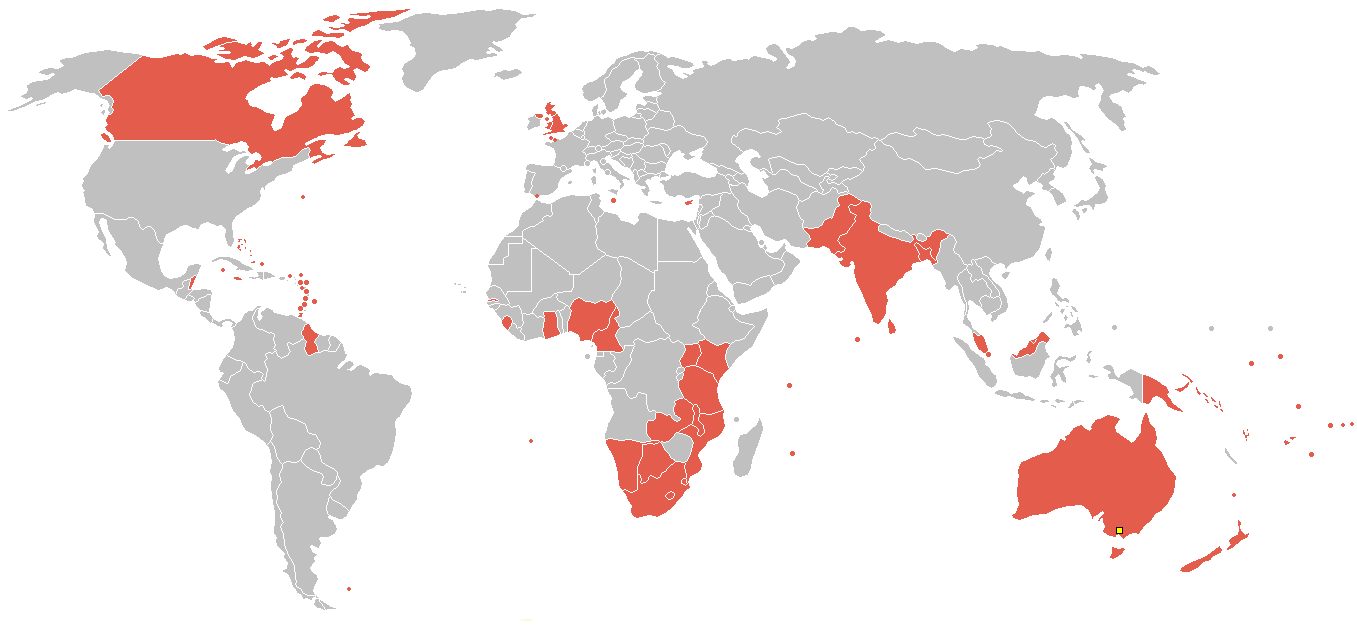
Países participantes en los Juegos de la Mancomunidad de 2006.

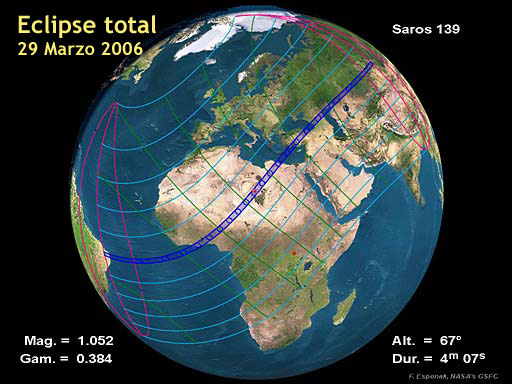
Trayectoria de la sombra lunar durante el eclipse solar total.

  - Wikipedia en inglés edita su artículo número 1 000 000. Su contenido versa sobre la estación Jordanhill (en inglés: Jordanhill railway station).
  - En el teatro Alfil (España) desactivan una bomba casera colocada junto al camerino del artista Leo Bassi, que estaba programada para explotar durante la representación.[59]
- 3 de marzo: 
  - Cerca de Bagdad (Irak), un grupo armado suní asalta un pueblo y asesina a 19 civiles chiíes.[60]
  - Concluye sin acuerdo la reunión de urgencia entre la Unión Europea e Irán para intentar frenar la crisis nuclear.[61]
- 4 de marzo: el último intento de contactar con el Pioneer 10 no recibe respuesta alguna.[62]
- 5 de marzo: en los Estados Unidos se realiza la ceremonia de entrega de los Premios Óscar. Crash obtiene el Oscar a la mejor película y Ang Lee el de mejor director por Brokeback Mountain. Philip Seymour Hoffman, Reese Witherspoon, George Clooney y Rachel Weisz se erigen como los mejores actores.[63]
- 7 de marzo: 
  - En Benarés (India) 15 personas fallecen tras la explosión de tres bombas.[64]
  - En Buenos Aires (Argentina) es destituido de su cargo el Jefe de Gobierno Aníbal Ibarra por su responsabilidad en la Tragedia de Cromañón ocurrida el 30 de diciembre de 2004. Asumiendo su vicejefe, el justicialista Jorge Telerman.[65]
- 9 de marzo: Juan Emilio Cheyre traspasa el mando de Comandante en Jefe del Ejército de Chile.[66]
- 11 de marzo:
  - En Chile asume la 31.º presidenta de Chile Michelle Bachelet, para el período 2006–2010, siendo la primera mujer en ostentar el cargo en la historia de ése país.[67]
  - Slobodan Milošević es encontrado muerto en su celda del Tribunal Penal Internacional para la ex Yugoslavia, localizado en La Haya.[68]
- 12 de marzo: 
  - En El Salvador se realizan las elecciones legislativas y municipales.[69]
  - Elecciones legislativas en Colombia.
- 15 de marzo: se inauguran los Juegos de la Mancomunidad de 2006, en Melbourne, Australia.[70]
- 16 de marzo: un equipo de egiptólogos localiza en el Valle de los Reyes, cerca de la tumba de Tutankamón, un almacén o taller de momificación, que primeramente había sido identificado como un escondrijo para guardar momias del emperador Mardi, saqueadas de la dinastía XVIII, empleado para preparar el proceso embalsamatorio.[71]
- 20 de marzo: el ciclón tropical Larry llega a la zona noreste de Australia.[72]
- 21 de marzo: 
  - La ministra sueca de asuntos exteriores, Laila Freivalds, dimite después de más de un año de críticas.[73]
  - En Estados Unidos Jack Dorsey, Noah Glass, Biz Stone y Evan Williams fundan Twitter.
- 22 de marzo: 
  - En España, la banda terrorista ETA anuncia un alto el fuego permanente a partir del día 24 de marzo de 2006.[74]
  - La justicia peruana condena a 32 años de cárcel a Víctor Polay, líder de la guerrilla MRTA (Movimiento Revolucionario Túpac Amaru).
- 23 de marzo: en Buenos Aires (Argentina), el presidente Néstor Kirchner le restituye su grado militar y asciende a general al coronel Juan Jaime Cesio (79), a quien la dictadura cívicomilitar argentina (1976-1983) había condenado deshonrosamente en 1983 por haber denunciado las desapariciones:

Bandas integradas por militares han usurpado el Gobierno, y ―con el mendaz propósito de combatir la «subversión»― cometieron delitos aberrantes, como el secuestro, la tortura y el asesinato de miles de personas.
Juan Jaime Cesio

- 24 de marzo: 
  - En España, la banda terrorista ETA comienza un alto el fuego temporal.[75]
  - En los Estados Unidos se estrena la serie de Disney Hannah Montana.
- 25 de marzo: 
  - Se da a conocer el palmarés del Festival de Málaga. Los aires difíciles gana el premio de mejor película mientras que David Trueba (Bienvenido a casa) se lleva el de mejor director. Juan Diego, Silvia Abascal, Macarena Gómez y Roberto San Martín se alzan con los premios de interpretación.[76]
  - Fallece Rocío Dúrcal en su casa de Torrelodones (Madrid).
- 26 de marzo: 
  - Manifestación contra la reforma de la emigración en los Estados Unidos.[77]
  - Terminan los Juegos de la Mancomunidad de 2006 de Melbourne, Australia.[70]
- 28 de marzo Felipe Zamarin gana el 3.er Torneo Winning Eleven, enfrentándose en la final al bicampeón Joaquín Carvajal y derrotándolo 2-1
- 29 de marzo: tiene lugar un Eclipse solar total.[78]
- 30 de marzo: el primer astronauta brasileño, Marcos Pontes, llega al espacio en una nave Soyuz rusa, Soyuz TMA-8, a las 2:29:00 CET.[79]
- 31 de marzo: en Irán, un terremoto de 6,1 deja más de 70 muertos y más de 1.400 heridos.

### Abril
- 2 de abril: 

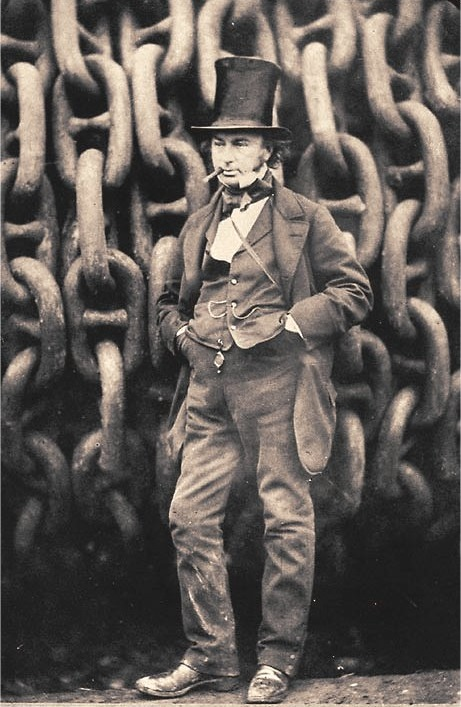
Imagen de Isambard Kingdom Brunel.

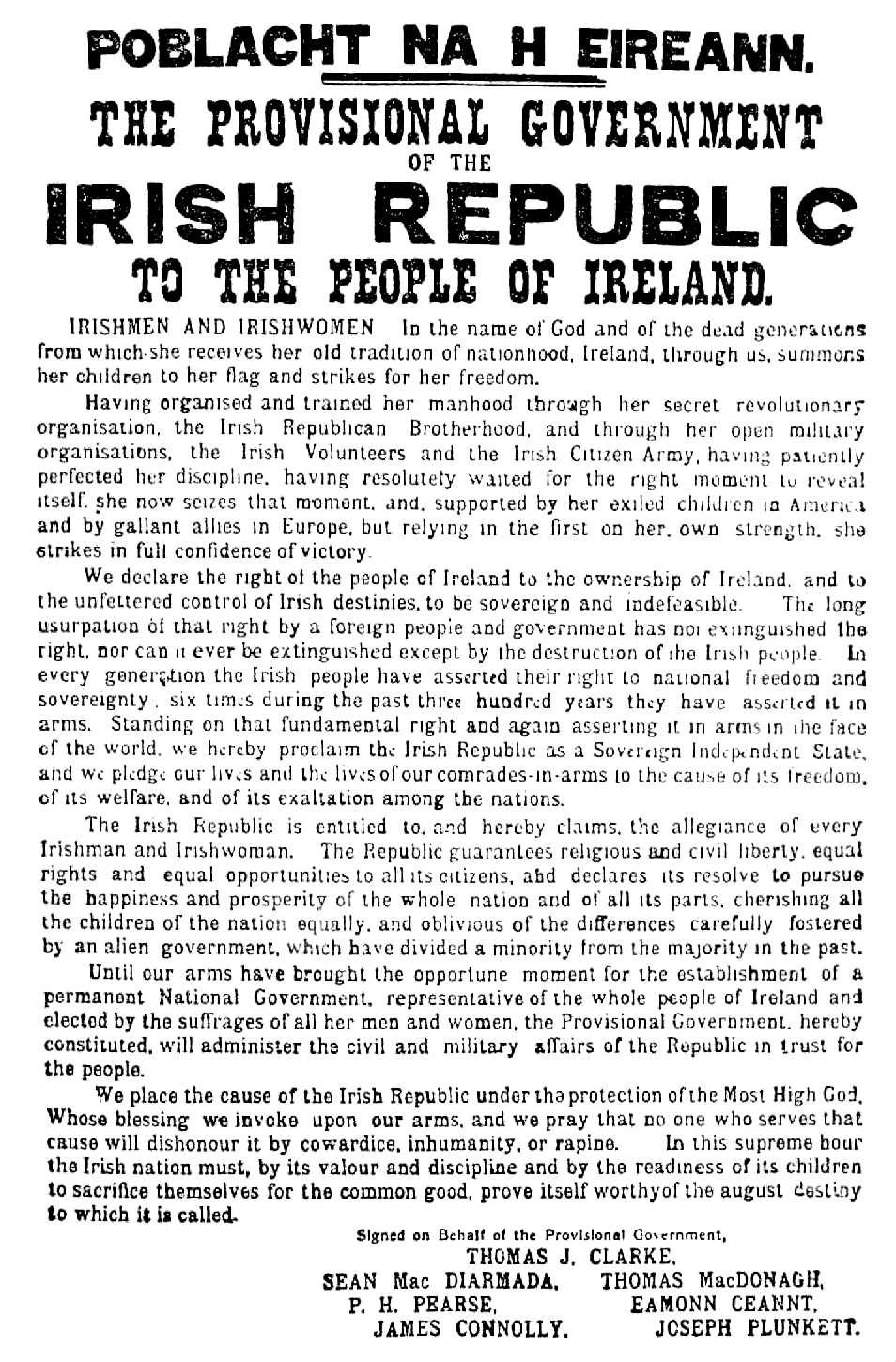
Proclamación de la República de Irlanda, durante el Alzamiento de Pascua.

  - Mueren 28 personas en dos accidentes en fábricas de explosivos chinas.
  - Entra en vigor en Francia la polémica reforma laboral de Villepin aunque queda pendiente de aplicación.
  - 32 inmigrantes, procedentes de Senegal, Malí y Gambia, pierden la vida en las costas mauritanas al naufragar la patera con la que pretendían alcanzar Canarias.
- 4 de abril: Agentes de la policía municipal de Yare encontraron los cadáveres de los hermanos Faddoul y de su chofer con disparos de escopeta en la cabeza y abandonados en una zona boscosa de San Francisco de Yare.[80] El asesinato de los hermanos causó indignación a nivel nacional y una ola de protestas en Caracas en contra de la inseguridad en Venezuela.[81][82]
- 5 de abril: huelga en RTVE por el plan de saneamiento y reestructuración del ente público que causan la suspensión de la transmisión del Telediario a la mitad.[83]
- 6 de abril: 
  - En España el Congreso aprueba la 6.ª ley de educación. La nueva norma establece enseñanzas comunes al 55%. La religión será optativa, de libre elección. Suma una nueva asignatura, la de Educación para la Ciudadanía. Los alumnos de secundaria no podrán pasar de curso con más de 3 asignaturas suspendidas.[84]
  - Segunda visita del grupo finlandés The Rasmus a México con un recital en el Auditorio Nacional, por la promoción de su producción discográfica Hide From The Sun.[85]
- 7 de abril: 
  - Ell presidente del Gobierno español, José Luis Rodríguez Zapatero, remodela por vez primera su gabinete.[86]
  - El Tribunal de Justicia de la Unión Europea prohíbe sustituir salario por vacaciones.[87]
- 9 de abril: 
  - En Perú, Ollanta Humala y Alan García logran pasar a la segunda vuelta en las elecciones presidenciales, dejando de lado a Lourdes Flores por escasos 64 000 votos.[88]
  - En Reino Unido se celebra el bicentenario del nacimiento de Isambard Kingdom Brunel.[89]
- 11 de abril: 
  - En Italia, Silvio Berlusconi es derrotado en las urnas por Romano Prodi.[90]
  - Entra en vigor el nuevo Estatuto de Autonomía de la Comunidad Valenciana tras su publicación en el Boletín Oficial del Estado (BOE) y en el Diario Oficial de la Generalidad Valenciana (DOGV).
- 12 de abril: 
  - El Parlamento Español aprueba por unanimidad la Ley de Tropa y Marinería, la cual establece un modelo de ejército profesional. Los soldados podrán permanecer en los ejércitos hasta los 45 años.[91]
  - El Real Club Deportivo Español se proclama campeón de la Copa del Rey de Fútbol al vencer al Real Zaragoza     4-1. El club catalán consigue su cuarta copa
- 14 de abril: se celebra el 75 aniversario de la proclamación de la Segunda República Española.[1]
- 15 de abril: en Irlanda se conmemora el 90 aniversario del Alzamiento de Pascua, por primera vez desde 1971.[92]
- 16 de abril: en Rumanía, el río Danubio alcanza los niveles más altos desde 1895.[93]
- 17 de abril: ataque terrorista en Tel Aviv, con el resultado de nueve personas muertas y docenas de heridos, muchos de ellos de gravedad.[94]
- 20 de abril: Han Myeong Sook llega a ser la 1.ª primera ministra de Corea del Sur.[95]
- 21 de abril: en la península de Kamchatka, se registra un terremoto de 7,6 que deja 40 heridos.
- 22 de abril: mueren cuatro soldados canadienses en Kandahar, Afganistán, tras la explosión de una bomba.[96]
- 24 de abril: 
  - En un polígono industrial de Málaga, en la primera planta de una nave, al lado de una fotocopiadora es alumbrada Camomila, la que años después sería la primera Queen Bee de la D'Laurin Honeynianic Sect (DHS)
  - Tres explosiones en el sector turístico de Dahab, Egipto, matan a 23 personas y dejan heridas a más de 115.[97]
  - Kanye West lanza su álbum grabado en vivo Late Orchestration.
- 25 de abril: 
  - Primer debate de los candidatos a la presidencia de México, con ausencia del candidato Andrés Manuel López Obrador.[98]
  - Comienza la Feria de abril de Sevilla.[99]
- 28 de abril: 
  - En Colombia, aparece muerta la hermana del expresidente de Colombia César Gaviria a las afueras de Pereira con una protuberancia en el cráneo, causada por un disparo que le propinaron los secuestradores.[100]
  - Lanzamiento del satélite estadounidense de observación terrestre CloudSat.
- 29 de abril: Bolivia se convierte en el tercer miembro pleno del ALBA.[101]
- 30 de abril: culmina la Feria de abril de Sevilla.[99]

### Mayo

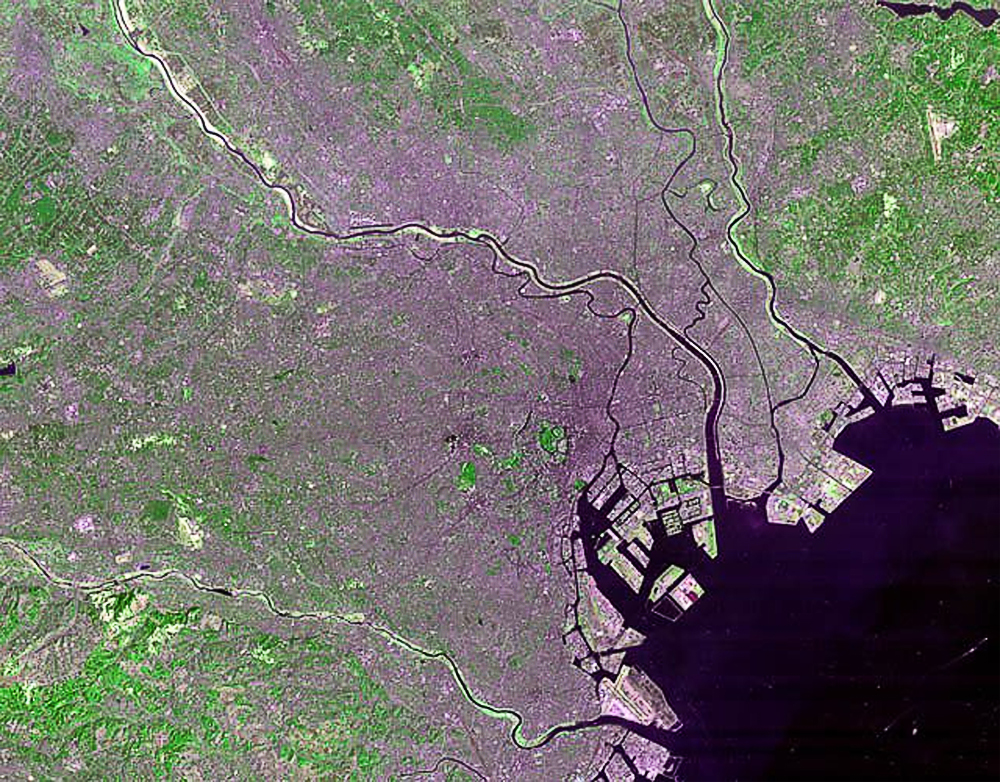
Imagen satelital del área continental de Tokio.

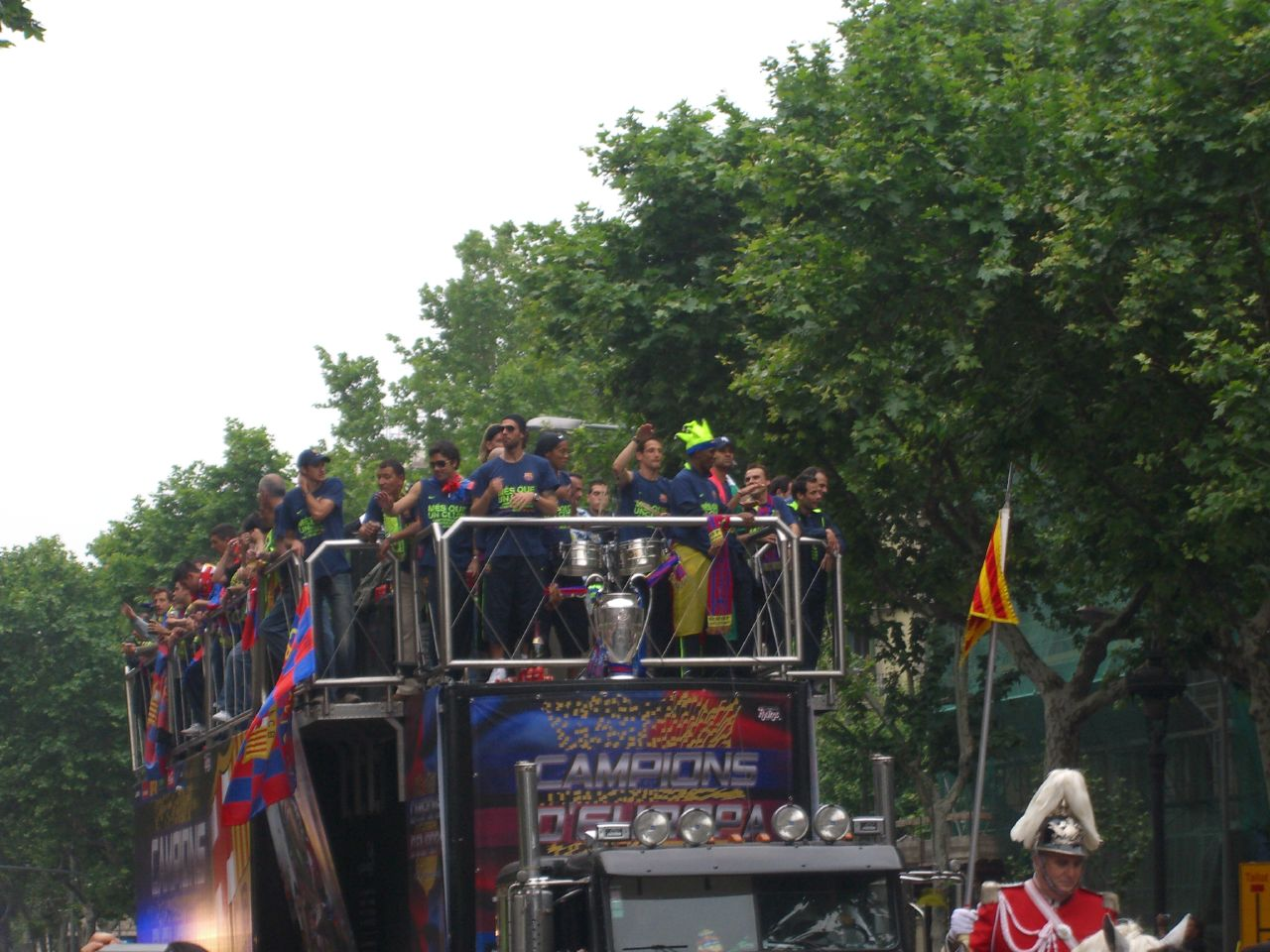
Los jugadores del FC Barcelona celebran el título de la Liga de Campeones de la UEFA.

- 1 de mayo: el presidente boliviano, Evo Morales, nacionaliza los hidrocarburos.[102]
- 2 de mayo: un seísmo de 5,6 grados sacude el área sur de Tokio.[103]
- 3 de mayo: un A320 operando el vuelo 967 de Armavia impacta las aguas del mar Negro matando a todos sus 113 ocupantes.[104]
- 4 de mayo: un militar muerto y 11 escolares heridos al volcar un vehículo blindado en Monzalbarba, Zaragoza.[105]
  - Un terremoto de 8,0 sacude Tonga provocando un tsunami.
- 5 de mayo: mueren dos soldados italianos en una explosión en Afganistán.[106]
- 6 de mayo: fallecen diez militares estadounidenses que iban a bordo del helicóptero caído en el este de Afganistán[107]
- 7 de mayo: en Irak, una ola de atentados deja 30 muertos.[108]
- 8 de mayo: 
  - Las Chivas del club Guadalajara festejan 100 años de vida. Las chivas lo festejan ganándole 4 por 2 a los Jaguares de Chiapas, en cuartos de final.[109]
  - En Costa Rica, Óscar Arias Sánchez asume por segunda ocasión la presidencia.
- 9 de mayo: en Beaconsfield (Tasmania), después de que 14 días atrapados bajo tierra, son rescatados los mineros australianos Todd Russell y Brant Webb.[110]
- 10 de mayo: 
  - En Miami (Estados Unidos) fallece la cantautora colombiana Soraya, después de 6 años de luchar contra el cáncer de mama.[111]
  - El Sevilla F. C. derrota al Middlesbrough F. C. 4-0 y gana la copa de la UEFA.[112]
- 11 de mayo: 
  - Probada con éxito una vacuna experimental para humanos que prevenga de la gripe aviar.[113]
  - En Amberes (Bélgica), el estudiante skinhead belga Hans Van Themsche (18), influenciado por las ideas del partido Interés Flamenco, dispara con un rifle a tres personas, matando a dos e hiriendo gravemente a otra. Es apresado y condenado a cadena perpetua.
- 12 de mayo: en Viena (Austria), una joven semidesnuda protesta por las papeleras en la cumbre entre líderes europeos y latinoamericanos.[114]
- 13 de mayo: 
  - El Liverpool F.C. derrota el West Ham United F.C. en la tandas de penaltis en el Final de la copa de Inglaterra de 2006 después de un 3-3.[115]
  - René Préval asume la presidencia de Haití.[116]
- 14 de mayo: el volcán Merapi entra en erupción en Indonesia.[117]
- 15 de mayo: Timor Oriental vuelve a la normalidad después de semanas de disturbios.[118]
- 16 de mayo: 
  - Un juez ruso acusa de terrorismo al único secuestrador vivo de Beslán.[119]
  - En República Dominicana se realizan elecciones legislativas.
- 17 de mayo: 
  - El Fútbol Club Barcelona gana su segunda Liga de Campeones de la UEFA ante el Arsenal Football Club en el Stade de France de París.[120]
  - El ex-Beatle Paul McCartney se divorcia de su segunda esposa Heather Mills, después de 4 años de matrimonio.[121]
- 20 de mayo: 
  - El Consejo de Representantes de Irak elige Primer ministro del país a Nuri al Maliki, que toma posesión el mismo día.[122]
  - Lordi gana la LI edición del festival de Eurovisión con la canción Hard Rock Hallelujah para Finlandia.[123]
- 21 de mayo: 
  - Pachuca, campeón de liga de Primera División Mexicana.[124]
  - Montenegro celebra un plebiscito para decidir si se independiza de Serbia.[125]
- 24 de mayo: En Argentina, deja de emitir el canal infantil Magic Kids tras 11 años ininterrumpidos al aire en Latinoamérica.
- 25 de mayo: el ministro de Asuntos Exteriores de Timor Oriental, José Ramos Horta, solicita oficialmente ayuda militar a los gobiernos de Australia, Nueva Zelanda, Malasia y Portugal.[126]
- 26 de mayo: comienza en Chile, la mayor movilización estudiantil de las últimas tres décadas, llamada la Revolución de los Pingüinos. Esta fecha es la oficial, sin embargo durante los meses de abril y mayo ocurrieron algunas marchas previas a esta gran movilización.[127]
- 27 de mayo: Un terremoto de 6,4 sacude la ciudad indonesia de Yogyakarta en la isla de Java, dejando un saldo de 5.778 muertos y 137.883 heridos.[128]
- 28 de mayo: el presidente Álvaro Uribe Vélez es reelegido en la primera vuelta de las elecciones presidenciales en Colombia.[129]
- 29 de mayo: fallece de embolia pulmonar el expiloto francés Johnny Servoz-Gavin.
- 30 de mayo: más de un centenar de colegios a lo largo de todo Chile, están en paro o en «toma» a causa de la Revolución Pingüina.[130]

### Junio
- 1 de junio: 

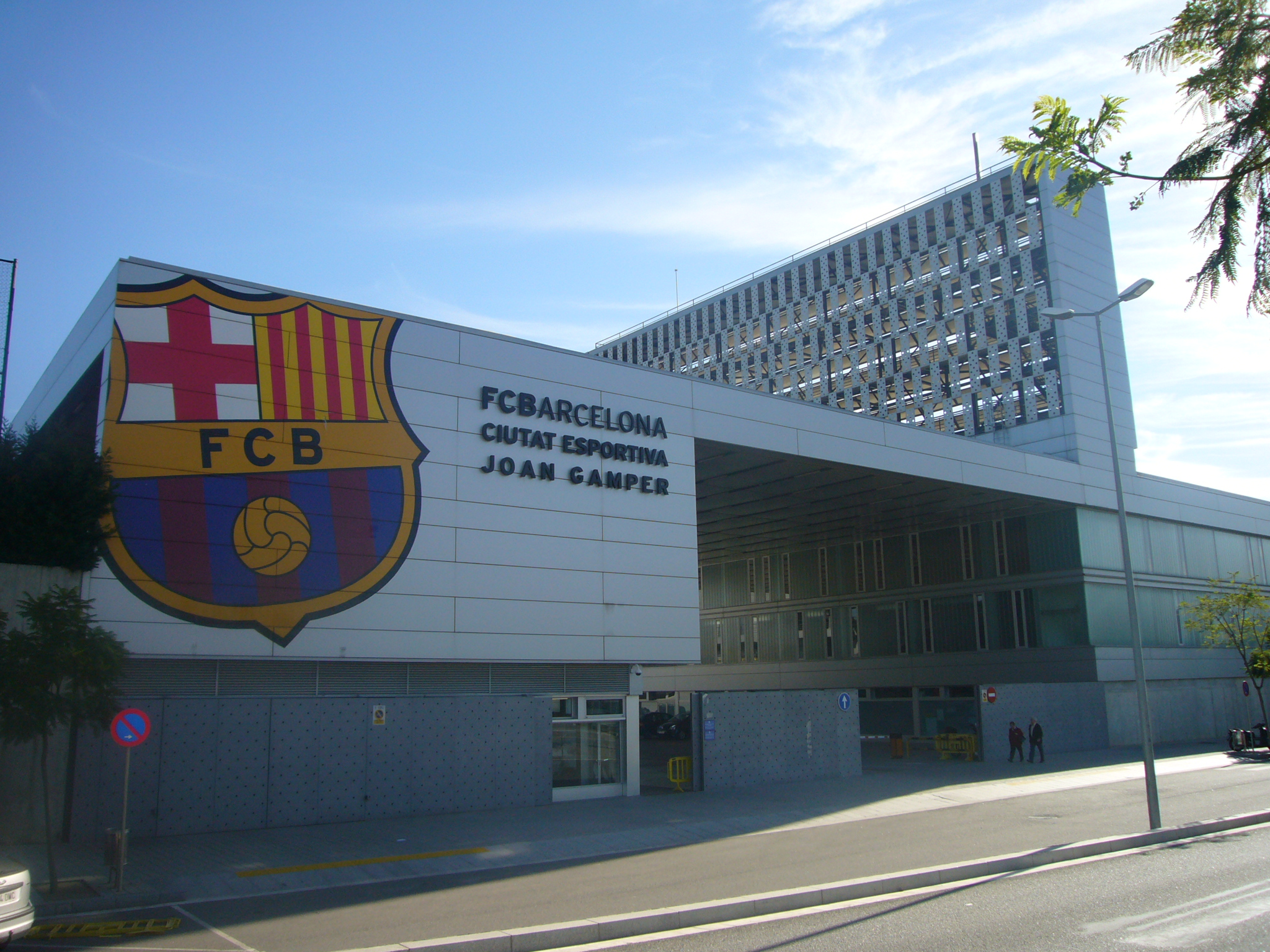
Ciudad Deportiva Joan Gamper del Fútbol Club Barcelona.

Bandera de Montenegro.

  - En Barcelona (región de Cataluña) se inaugura la Ciudad Deportiva Joan Gamper del Fútbol Club Barcelona.
  - Fallece Rocío Jurado en su casa de La Moraleja (Madrid).[131]
  - La presidenta de Chile, Michelle Bachelet, se dirige al país en la cadena nacional, mencionando algunos cambios en la educación; todo esto a causa de las Movilizaciones Estudiantiles. Al día siguiente, la Asamblea de Estudiantes Secundarios rechazó las propuestas de la presidenta Bachelet.[132]
- 3 de junio: Montenegro declara su independencia de Serbia tras los resultados del referéndum del 21 de mayo de 2006.[133]
- 4 de junio: en Perú, Alan García derrota a Ollanta Humala en la segunda vuelta de las elecciones generales del 2006.[134]
- 5 de junio: la unión estatal de Serbia y Montenegro queda disuelta, dejando a Serbia como estado sucesor.[135]
- 5 de junio: en el patio interno de una mansión abandonada, ubicada en el centro histórico de la ciudad de Gravina in Puglia, a 61 km al suroeste de Bari (Italia), dos hermanitos ―Francesco y Salvatore Pappalardi, de 13 y 11 años respectivamente― caen ilesos en un pozo ciego abandonado de 12 metros de profundidad. Fallecerán de sed, y serán encontrados momificados casi dos años después, el 25 de febrero de 2008, cuando otro niño caiga en el mismo pozo. Los niños que jugaban con él revelarán su caída a los bomberos del lugar, que cuando lo salven, ileso, descubrirán los cadáveres.[136]
- 6 de junio: la Unión de Tribunales Islámicos consigue el control de la capital de Somalia, Mogadiscio.[137]
- 7 de junio: cae Abu Musab al Zarqaui, líder de Al Qaeda en Irak.[138]
- 9 de junio: 
  - Inauguración de la 18.ª edición de la Copa Mundial de Fútbol de 2006 por segunda vez en Alemania.[139]
- Oficialmente se termina la Revolución Pingüina en Chile. Luego de 2 semanas de paro y tomas, los colegios vuelven a tener clases normales dentro de los próximos 4 días terminada la movilización. Entre agosto y octubre, se intenta reactivar las movilizaciones, sin resultado alguno.[140]
- 11 de junio: 
  - En la base militar de la bahía de Guantánamo (área de Cuba invadida por Estados Unidos) se suicidan tres prisioneros, despertando críticas de la Unión Europea.[141]
  - Rafael Nadal gana el torneo de Roland Garros al derrotar a Roger Federer.[142]
- 12 de junio: la Bolsa de Valores de Colombia suspende operaciones a la 12:45 hora local (17:45 GMT) por una caída superior al 10% y ese día cierra con 10,45% de pérdidas.[143]

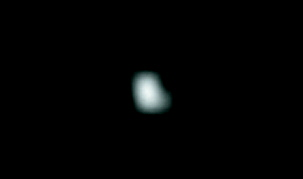
Fotografía del asteroide (132524) APL, de 2,3 km de diámetro, tomada por la sonda New Horizons a 102 000 km de distancia.

- 13 de junio: en su camino hacia el planeta enano Plutón, la sonda New Horizons de la NASA pasa a una distancia de alrededor de 102 000 km del asteroide (132524) APL, de 2,3 km de diámetro.
- 16 de junio: el Gobierno de Estados Unidos declarada «monumento nacional» a las islas del archipiélago que se encuentra al norte de Hawái, creando la mayor reserva marina del mundo.[144]
- 18 de junio: 
  - En Cataluña se celebra el referéndum para aprobar el Estatuto de autonomía de Cataluña. Todos los partidos abogan por el «sí» excepto Esquerra Republicana de Catalunya y el Partido Popular. El Estatuto fue respaldado por un 74% de los catalanes que acudieron a la urnas, tan solo un 49%.[145]
  - El club colombiano de fútbol Millonarios cumple 60 años de vida institucional.[146]
- 20 de junio: los Miami Heat gana la final de la NBA imponiéndose a los Dallas Mavericks, 4-2.[147]
- 21 de junio: el Unicaja Málaga gana la final de la Liga ACB imponiéndose al TAU Cerámica, 3-0[148]
- 24 de junio: la presidenta de Filipinas Gloria Macapagal-Arroyo firma un documento en el que queda prohibida la pena de muerte en ese país.[149]
- 28 de junio: Israel invade la Franja de Gaza para rescatar a un soldado secuestrado por los milicianos de Hamás.[150]
- 29 de junio: por primera vez las mujeres pueden votar y optar a la elección en las elecciones de la Asamblea Nacional de Kuwait.[151]

### Julio
- 1 de julio: 

Logo de la misión STS-121.

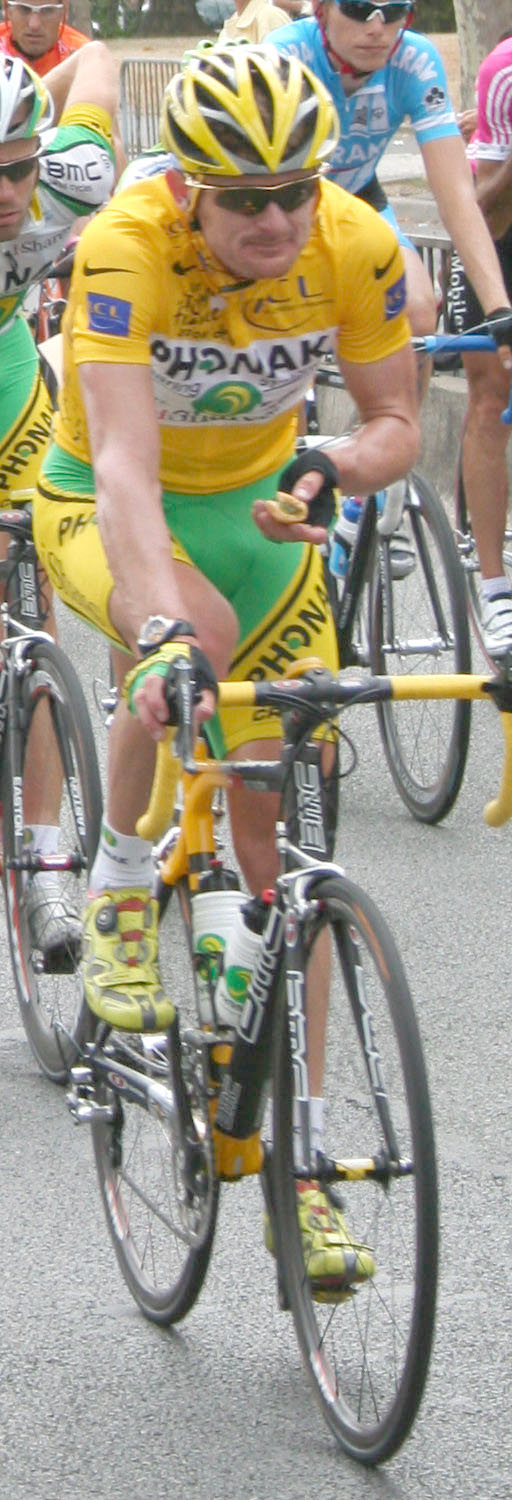
Floyd Landis.

  - Comienza en Valencia (España) del V Encuentro Mundial de la Familia.[152]
  - Comienza el Tour de Francia.[153]
- 2 de julio: 
  - Elecciones para representantes de la Asamblea Constituyente y Referéndum Vinculante sobre las Autonomías en Bolivia.[154]
  - Elecciones presidenciales en México.[155]
  - Chile: Colo Colo es campeón del Torneo de Apertura Banco Estado de Chile, frente a su clásico rival la Universidad de Chile en definición a penales.
  - Elecciones a la presidencia del Real Madrid.[156]
  - 3 de julio:
  - Un accidente en el metro de Valencia (España) causa 43 muertos y 47 heridos.
- 4 de julio: 
  - Corea del Norte hace pruebas con misiles de largo y mediano alcance que despiertan alarma en la comunidad internacional.[157]
  - Desde Cabo Cañaveral (Florida) despega con éxito el Transbordador espacial Discovery (STS-121).
- 5 de julio: en El Salvador, graves disturbios ocurridos frente al campus central de la Universidad de El Salvador dejan un saldo fatal de dos agentes policiales muertos, diez más heridos, y un empleado universitario lesionado de gravedad.
- 6 de julio: el Instituto Federal Electoral proclama que el candidato Felipe Calderón Hinojosa obtuvo la mayoría de votos en la elección presidencial del pasado 2 de julio en México con poco más de 240 000 sufragios de diferencia con respecto al candidato de la coalición Por el Bien de Todos.
- 8 de julio: el papa Benedicto XVI viaja a Valencia (España) para asistir al V Encuentro Mundial de la Familia.
- 9 de julio: 
  - En Berlín (Alemania) Finaliza el Mundial de Alemania 2006 e Italia es campeona por Cuarta Vez superando a Francia en los penales tras empatar en los 90 minutos reglamentarios 1-1 y lo mismo en los tiempos suplementarios.
  - Finaliza en Valencia (España) del V Encuentro Mundial de la Familia.[152]
  - Andrés Manuel López Obrador impugna las elecciones generales de México (2006).
  - Muere Sabine Dünser, vocalista de la banda de gótico europeo Elis, repentinamente a causa de un derrame cerebral, fue una de las voces más talentosas e impresionantes del género.
- 11 de julio: en Bombay, una cadena de atentados terroristas en trenes de pasajeros causan al menos 200 muertos.
  - Microsoft termina el soporte técnico de Windows 98, Windows 98 SE y Windows Me.
- 12 de julio: Guerra del Líbano de 2006: Israel invade Líbano sin la aprobación de la comunidad internacional con el pretexto de rescatar a dos soldados secuestrados por Hezbolá. Durante la invasión se destruye la ciudad de Tiro, puerto fenicio de la antigüedad.
- 16 de julio: el candidato presidencial Andrés Manuel López Obrador encabeza una marcha multitudinaria en la Plaza de la Constitución (Ciudad de México).
- 17 de julio: 
  - El Transbordador Espacial Discovery regresa con éxito a la Tierra.
  - En Indonesia se registra un terremoto de 7,7, que causa un tsunami en la isla de Java dejando un saldo de 733 muertos y 9.300 heridos.
  - En Liubliana (Eslovenia) finaliza la 47.º Olimpiada Internacional de Matemática.
- 18 de julio: se cumple el 70 aniversario del levantamiento fascista en España que acabó en la guerra civil española.
- 19 de julio: 
  - En Indonesia se produce la réplica de 6,2° Richter del terremoto del 17 de julio.
  - En Marbella es detenido Julián Muñoz por su presunta relación con una trama de corrupción.
  - La Bolsa Mexicana de Valores tiene su segunda mejor ganancia del año al subir un 5,22%.
- 21 de julio: en Córdoba (Argentina) se desarrolla la XXX cumbre del Mercosur con la asistencia de Hugo Chávez y Fidel Castro.
- 22 de julio: 
  - En Londres, Inglaterra se inaugura el Emirates Stadium estadio del Arsenal Football Club.
  - En la Guerra del Líbano de 2006, las tropas de Israel entran en el sur de Líbano en la primera ofensiva terrestre.
  - En China, un terremoto de 4,9 sacude la provincia de Yunnan, dejando un saldo de 22 muertos y más de 100 heridos.
- 23 de julio:
  - Termina el Tour de Francia; Floyd Landis gana el Tour, pero más tarde da positivo en una prueba de dopaje.
  - La puertorriqueña, Zuleyka Rivera Mendoza es elegida Miss Universo.
- 24 de julio: en Valencia (España) se inicia la 10.º edición de la campus party.
- 27 de julio: 
  - Explota una bombona de gas en la ciudad de Laredo (España) matando a 5 personas.
  - Colombia: RCN Televisión emite un video grabado por Virginia Vallejo en el cual ella declaró haber visto al expolítico Alberto Santofimio Botero decirle a Pablo Escobar que después de asesinar a Luis Carlos Galán manifestando que después de que Galán fuera asesinado, él [Santofimio] pondría de rodillas al país y hacer lo que quisiera además de acusar a todos los políticos de vínculos con la droga.
- 28 de julio: en Perú, Alan García Pérez asume nuevamente como 58° presidente del Perú para el periodo 2006-2011 de forma no consecutiva.
- 29 de julio: un terremoto de 5,6 deja 3 muertos y 19 heridos en Tayikistán.
- 30 de julio: 
  - En una segunda edición de la Masacre de Qana, Israel bombardea el pueblo de Qana matando a 60 civiles.
  - Andrés Manuel López Obrador convoca a una Magna Asamblea informativa, en la cual se concentran cerca de 3 millones de personas en el Zócalo de la Ciudad de México.
  - Se celebran elecciones en la República Democrática del Congo.
- 31 de julio: 
  - Caos vial en la Ciudad de México por la colocación de 47 campamentos del PRD en todo el centro y el paseo de la Reforma.
  - En Bogotá explota un coche-bomba al paso de un convoy del ejército matando a una persona y dejando heridas a otras diez.
  - En Cuba, Fidel Castro es internado por una hemorragia gastrointestinal y delega todas sus funciones a su hermano Raúl Castro.

### Agosto
- 1 de agosto: 

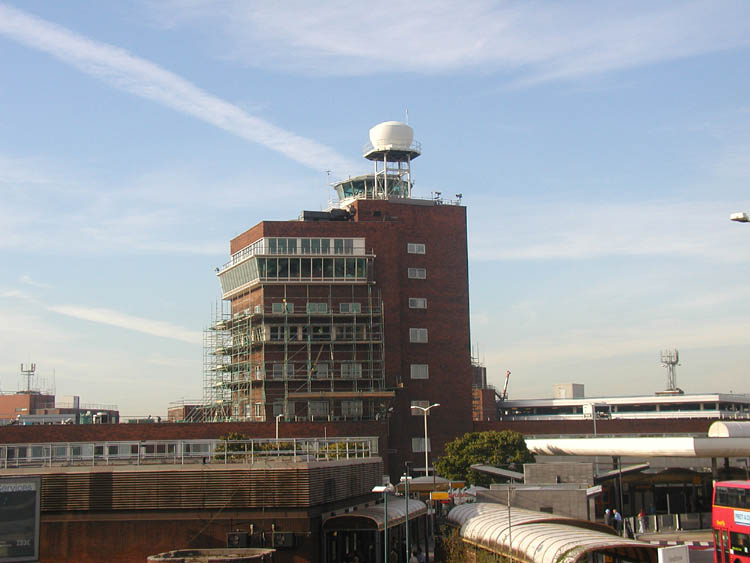
Aeropuerto de Heathrow.

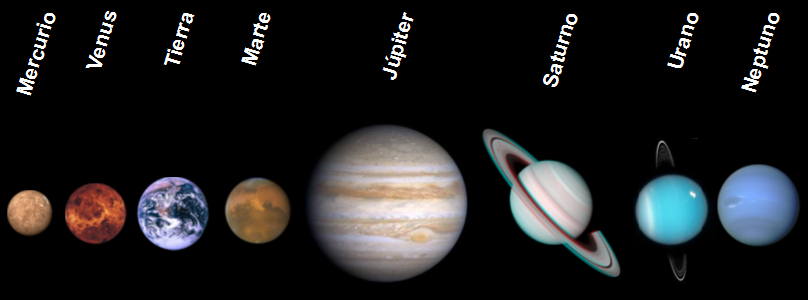
Los ocho planetas en la actualidad.

  - 25.º aniversario de la cadena de televisión MTV.
  - Venezuela. Inicio de campaña para elección a la presidencia de diciembre de 2006, donde Manuel Rosales era el principal candidato de la oposición.
- 3 de agosto: 
  - Miembros del Partido de la Revolución Democrática, bloquean la entrada de la Bolsa Mexicana de Valores, aunque sube un 0,56%.
  - Explota una bombona de gas en un edificio de Alicante dejando 2 heridos de gravedad y cuantiosos daños materiales.
- 4 de agosto: 
  - En Cali (Colombia) explota un auto bomba matando a 5 personas.
  - Venezuela retira a su embajador de Israel.
- 5 de agosto: Un terremoto de 5,6 deja varios heridos en la Provincia de Mendoza en Argentina.
- 5 de agosto: el Tribunal Electoral del Poder Judicial de la Federación declara que solo se cuenten las boletas del 9% de las casillas de las Elecciones generales de México (2006).
- 6 de agosto: 
  - Evo Morales, presidente de Bolivia, inaugura la asamblea constituyente.
  - Hezbolá lanza varios cohetes que impactan en un edificio de Haifa matando a 3 personas y dejando heridas a otras 65.
- 7 de agosto: segunda toma de posesión de Álvaro Uribe para la presidencia de Colombia.
- 8 de agosto: la banda de Rock Alternativo Breaking Benjamin lanzó su tercer álbum llamado Phobia.
- 9 de agosto: sale a la luz el nombre del candidato opositor venezolano a las elecciones presidenciales, Manuel Rosales, gobernador del estado de Zulia.
- 10 de agosto: el Aeropuerto de Heathrow (en Londres) cierra debido a la desarticulación de un plan terrorista.
- 11 de agosto: en México ocurre un sismo de 5,9 grados en la escala Richter que causa susto entre los habitantes del Distrito Federal y de Michoacán.
- 12 de agosto: el Consejo de Seguridad de las Naciones Unidas aprueba la resolución 1701 que declara un cese de hostilidades entre Israel e Hizbulá.
- 14 de agosto: a las 5:00 GMT entra en vigor la resolución 1701 del Consejo de Seguridad de la ONU sobre el cese de hostilidades entre Israel e Hizbulá.

Número de la Línea 4A del Metro de Santiago.

- 16 de agosto: en Santiago de Chile se inaugura la Línea 4A del Metro de Santiago.
- 19 de agosto: en Japón comienza el Mundial de baloncesto.
- 21 de agosto: en Villada (Palencia) descarrila el tren Diurno n.º 280 Galicia-País Vasco con el balance de 7 muertos, al estrellarse con los pilares de un caramelo de color chocolate.
- 22 de agosto: 
  - En Ucrania (cerca de la frontera con Rusia) se estrella el vuelo 612 de las Aerolíneas Pulkovo, matando a 171 personas, incluyendo a 45 niños.
  - El CIM concede a Grigori Perelmán la Medalla Fields por demostrar el teorema de Poincaré, uno de los siete problemas premiados del milenio. Perelman rechaza la medalla.
- 23 de agosto: encuentran sana y salva a Natascha Kampusch, que desapareció en marzo de 1998, en extrañas circunstancias, y que es considerado uno de los casos policiales más impactantes del mundo.
- 24 de agosto: la Unión Astronómica Internacional publica una nueva definición del término «planeta» que excluye a Plutón. El sistema solar reduce su número de planetas de nueve a ocho.
- 25 de agosto: el equipo Leones de Yucatán, equipo de béisbol de México consiguió su tercer campeonato en la Liga Mexicana de Béisbol.
- 31 de agosto: 
  - Acaba el plazo para que Irán comunique su decisión acerca de la propuesta de la comunidad internacional sobre el programa de enriquecimiento de uranio.
  - En Oslo (Noruega) una redada policial recupera las pinturas de Edvard Munch El grito y la Madonna.

### Septiembre
- 3 de septiembre: 

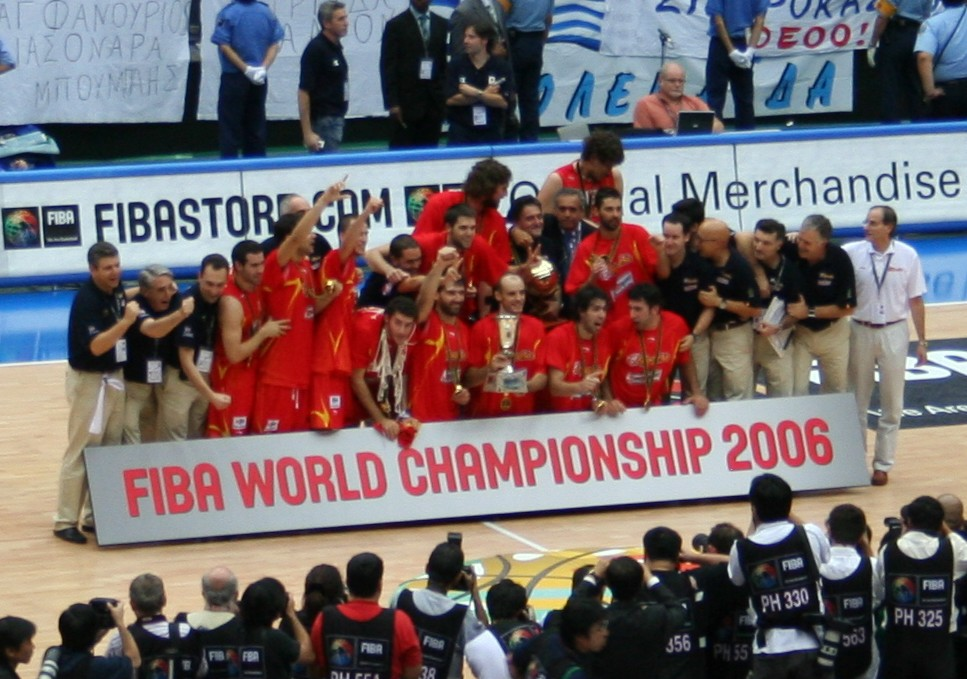
La selección de baloncesto de España gana el mundial 2006.

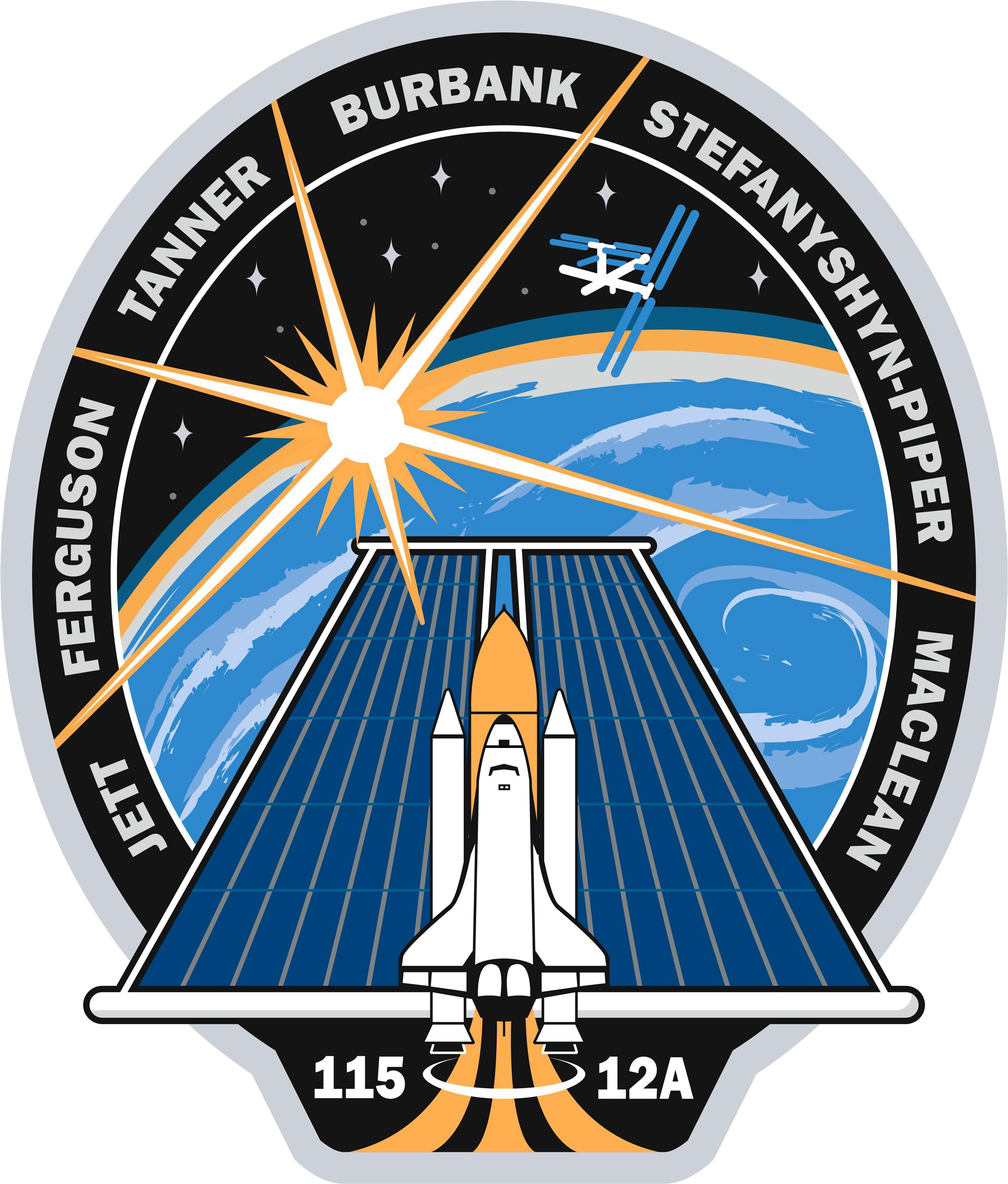
Escudo de la misión espacial STS-115.

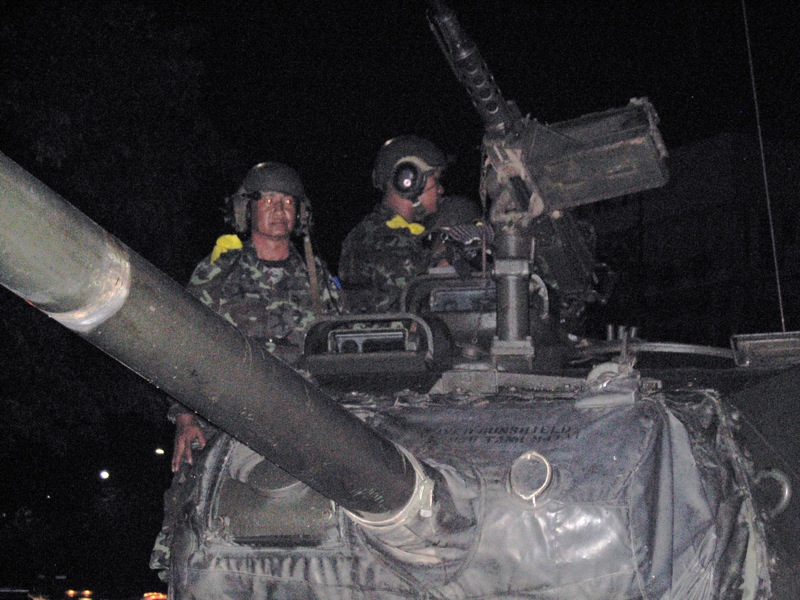
Se produce un Golpe de Estado en Tailandia.

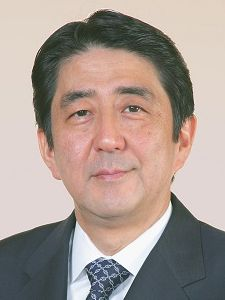
Shinzō Abe.

  - La Selección Española de Baloncesto se proclama por primera vez en su historia, campeona del mundo de baloncesto después de derrotar a Grecia por 70-47.
  - En los Estados Unidos, el tenista Andre Agassi se retira tras de su partido final de tenis contra Benjamin Becker en el Abierto de los Estados Unidos.
- 4 de septiembre: en Australia muere el conservacionista australiano y presentador de televisión Steve Irwin, al ser aguijoneado por un ejemplar de raya venenosa denominada Dasyatis pastinaca.
- 5 de septiembre: en México, el Tribunal Electoral declara que el presidente electo es Felipe Calderón Hinojosa, siendo irrevocable su decisión.
- 6 de septiembre: se crea el Colegio Colombiano de Psicólogos antes denominado Colegio Oficial de Psicólogos de Colombia.
- 8 de septiembre: en las ciudades de Lausana (Suiza) y Londres (Reino Unido), científicos suizos finalizan exitosamente la primera fase de los ensayos de una combinación de dos vacunas contra el sida.
- 9 de septiembre: STS-115, el transbordador espacial Atlantis es lanzado con la misión de reparar algunas zonas de la Estación Espacial Internacional.
- 10 de septiembre: 
  - El siete veces campeón de Fórmula 1, Michael Schumacher anuncia que se retirará al final de la temporada.
  - En el Golfo de México se registra un terremoto de 5,9 que se siente en gran parte de la costa del Golfo de Estados Unidos.
- 12 de septiembre: en Yemen, una estampida humana en un mitin causa 41 muertes.
- 13 de septiembre: 
  - El papa Benedicto XVI, durante un discurso en la Universidad de Ratisbona utiliza la siguiente frase —perteneciente al emperador bizantino Manuel II Paleólogo (1350-1425)—: «Muéstrame lo nuevo que ha traído Mahoma y ahí solo encontrarás cosas malas e inhumanas, como que ha ordenado difundir con la espada la fe que él predica [...]. A Dios no le gusta la sangre». Esta frase causaría una gran conmoción en el mundo islámico.
  - En el Dawson College, en Montreal (Canadá) tiene lugar un tiroteo, dejando 1 muerto y 19 heridos.
  - El planeta enano más grande del sistema solar, designado hasta ahora como 2003 UB313, es llamado oficialmente Eris; su satélite pasa a ser conocido como Disnomia.
- 14 de septiembre: 
  - Se descubre un nuevo planeta más grande que Júpiter, pero mucho menos pesado.[158]
  - Se celebra en Lima, los 355 años de la devoción al Señor de los Milagros, que sale en procesión en el mes de octubre.
- 16 de septiembre: Andrés Manuel López Obrador convoca a la Convención Nacional Democrática, donde sus simpatizantes lo proclamarían presidente legítimo de México, rindiendo protesta del cargo el 20 de noviembre del mismo año.
- 17 de septiembre: 
  - La Alianza por Suecia, coalición de centroderecha, logra el triunfo en las elecciones legislativas celebradas en Suecia. Su candidato Fredrik Reinfeldt será nombrado primer ministro del país el 6 de octubre.
  - Muere asesinada una monja en Mogadiscio a manos de un grupo fundamentalista islámico por las declaraciones del papa Benedicto XVI en Ratisbona.
- En Argentina «desaparece» el testigo Jorge Julio López luego de declarar contra el represor Miguel Etchecolatz en la causa contra este por violaciones de derechos humanos en la última dictadura militar.
- 19 de septiembre: 
  - Graves disturbios en Hungría después de que una cadena de radio emitiese unas declaraciones del primer ministro, Ferenc Gyurcsány, en las que comunicaba a la cúpula de su partido que había mentido durante un año y medio sobre la situación económica del país.
  - Golpe de Estado en Tailandia. Ante la ausencia del primer ministro, Thaksin Shinawatra, quien se encontraba en la sede de Naciones Unidas en Nueva York, el Real Ejército Tailandés se levantó contra el gobierno, declaró la ley marcial en el país y anuló la constitución.
- 21 de septiembre: 
  - Da comienzo el torneo para reunificar el título de Campeón del Mundo de ajedrez, en el que participan los campeones del mundo: Veselin Topalov (campeón de la FIDE) y Vladímir Krámnik (campeón no oficial).
  - Regresa con éxito a la tierra el transbordador espacial Atlantis.
- 22 de septiembre: 
  - Comienza en el club de golf The K Club de Straffan en el Condado de Kildare (Irlanda) la Ryder Cup, el torneo de golf por equipos más importante del mundo.
  - Empieza a emitirse en ABC la exitosa serie de TV LOST.

- 24 de septiembre: 
  - El equipo de Europa gana la Ryder Cup de 2006 al imponerse al equipo de Estados Unidos por un resultado final de 18½-9½.
  - Inicia la tercera temporada de la exitosa serie de Nickelodeon, Zoey 101
- 25 de septiembre: 
  - La Casa Real Española anuncia el nacimiento del segundo hijo de los Príncipes de Asturias para el mes de mayo de 2007.
  - El papa Benedicto XVI se reúne con los embajadores de países de mayoría musulmana que mantienen relaciones con la Santa Sede para explicar las declaraciones que realizó en Ratisbona.
  - La empresa española Acciona compra el 10% de Endesa por 3388 millones de euros, en un intento de evitar la compra de esta última por la alemana E.ON.
- 26 de septiembre: 
  - La empresa alemana E.ON responde a la compra del día anterior del 10% de Endesa por parte de Acciona, subiendo su oferta de OPA de 25,40 a 35 euros por acción.
  - La empresa ACS, propietaria del 35% de Unión Fenosa, compra el 10% de la eléctrica Iberdrola, en lo que algunos analista prevén como el paso previo a la fusión entre ambas compañías.
  - La Dieta de Japón elige como nuevo primer ministro de Japón a Shinzō Abe, que sucede a Jun'ichirō Koizumi.
  - En los Estados Unidos sale a la venta el primer álbum de Vanessa Hudgens, V.
  - Masacre de La Paragua en Venezuela, un grupo de militares del Teatro de Operaciones número 5 (TO5) asesinó a seis mineros en el sector de La Paragua.
- 27 de septiembre: Son lanzados al mercado los teléfonos musicales Nokia 5300 Xpress Music y el Nokia 5200.
- 28 de septiembre: 
  - La Academia de las Artes y las Ciencias Cinematográficas de España elige la película Volver, de Pedro Almodóvar, para representarla en la 79.ª edición de los Óscares.
  - Ibex 35 supera su récord histórico al cerrar con 2,64% superando los 12.950 puntos.
- 29 de septiembre: 
  - Un avión de pasajeros de la línea GOL con 155 pasajeros choca con un jet ejecutivo en la ruta Manaos – São Paulo.
  - Se desarrolla una crisis entre los gobiernos de Georgia y Rusia por la detención en Tiflis de 4 militares rusos acusados de espionaje.
- 30 de septiembre: Se estrena en España la película original de Disney Channel, High School Musical con una audiencia de 213.000 televidentes.

### Octubre

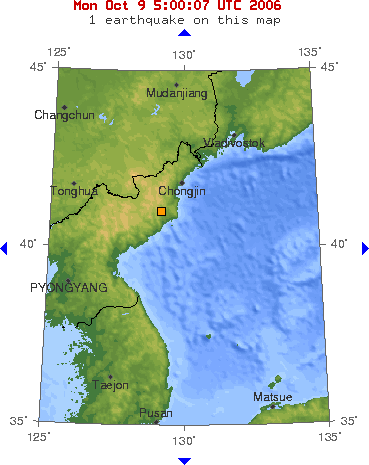
Posición de terremoto causado por la prueba nuclear de Corea del Norte.

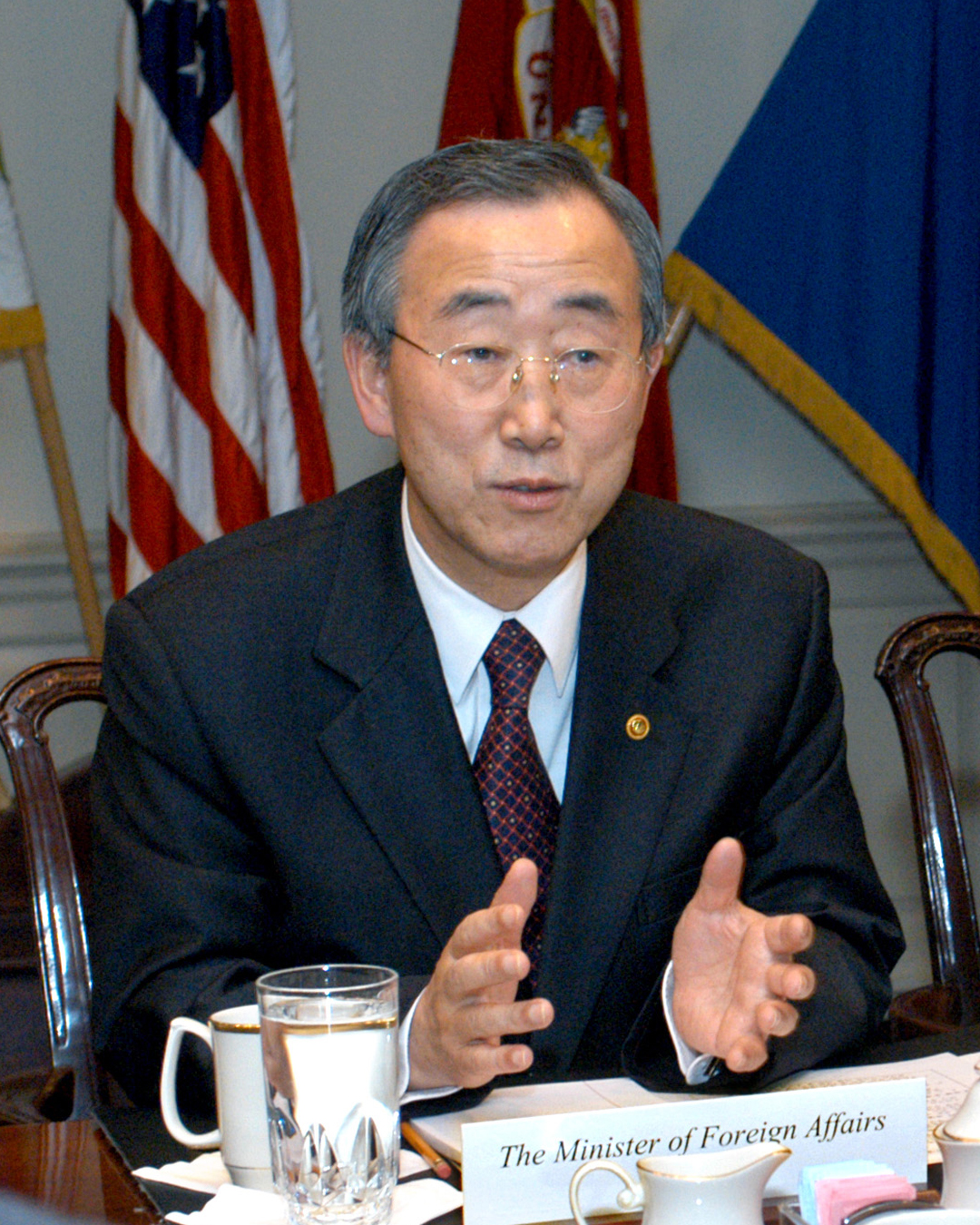
Ban Ki-Moon.

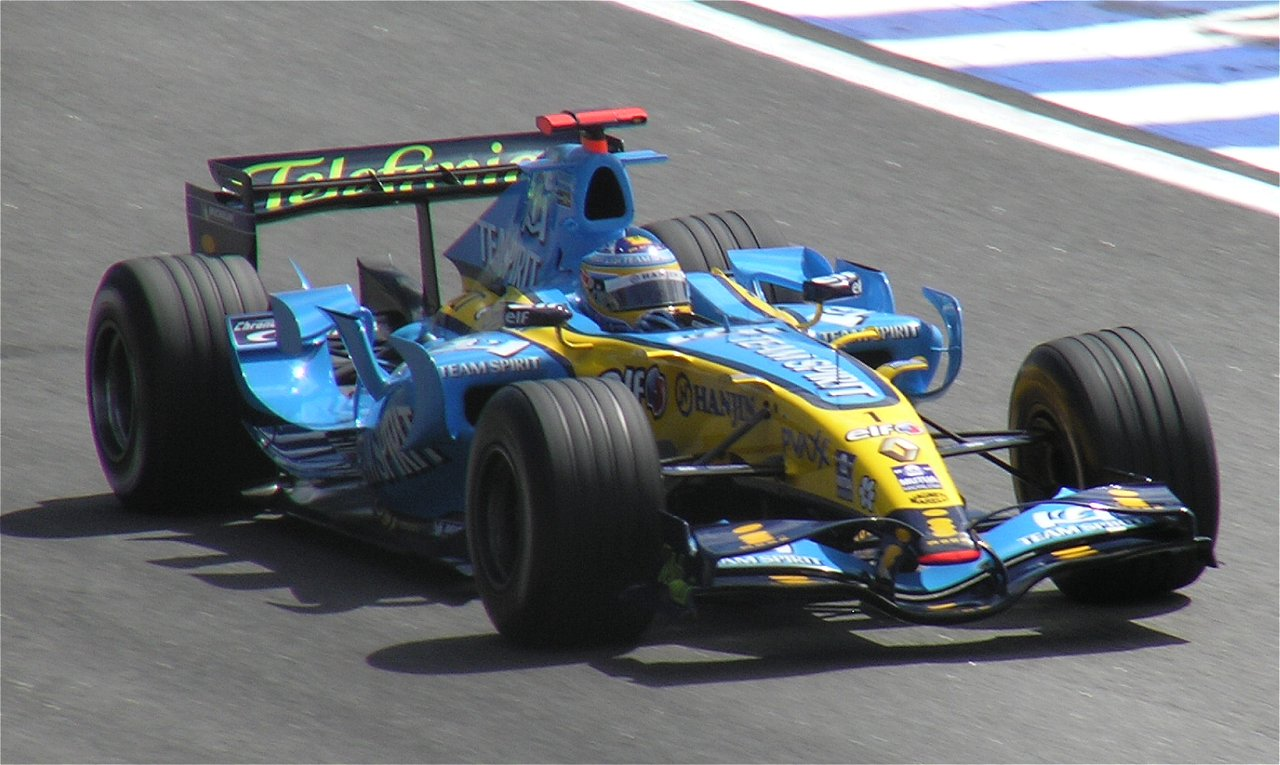
Imagen del coche de Fernando Alonso, en el Gran Premio de Brasil de 2006.

- 1 de octubre: tras el golpe de Estado del 19 de septiembre en Tailandia, el Consejo golpista nombró a Surayud Chulanont nuevo primer ministro interino y hace pública una Constitución interina.
- 2 de octubre: en el Condado de Lancaster (Pensilvania), un tal Charles Carl Roberts (conductor de camión de leche de 32 años) mata a tiros a 5 estudiantes en una escuela amish antes de dispararse a sí mismo.
- 3 de octubre: 
  - El índice Dow Jones rompe su récord histórico al llegar a los 11.727 puntos.
  - Un avión turco es secuestrado por un ciudadano de ese país que pedía asilo político en Italia. Finalmente el avión es liberado en Brindisi.
  - Corea del Norte anuncia futuras pruebas nucleares.
  - Se estrena la serie Death Note.
- 6 de octubre: en Huanuni (Bolivia) un enfrentamiento entre grupos mineros produce al menos 6 muertos
- 7 de octubre: 
  - En Moscú (Rusia) es asesinada a tiros la periodista rusa Anna Politkóvskaia (48), que había denunciado las violaciones a los Derechos Humanos por parte del estado ruso en Chechenia.
  - En Nazarenas (Perú) la banda de la Policía Nacional del Perú, es nombrada «banda oficial del Señor de los Milagros» al cumplir 100 años de acompañamiento musical en la procesión.
- En Santiago de Chile, Chile consigue el campeonato del mundo de jóquey patines femenino tras ganar 2-1 a la selección de España.
- 8 a 9 de octubre: a México tercera visita del grupo finlandés The Rasmus (por segunda vez en el año), en promoción de su producción discográfica Hide From The Sun en el Salón 21 México DF.
- 9 de octubre: Corea del Norte asegura haber efectuado su primer ensayo nuclear con total éxito desencadenando un terremoto de 4,3.
- 10 de octubre: Google compra el sitio de videos por internet YouTube por 1650 millones de dólares.
- 11 de octubre: muere el lanzador de los New York Yankees Cory Lidle en un accidente aéreo al estrellarse la avioneta en la que viajaban él y su instructor contra un rascacielos de 40 pisos.
- 13 de octubre: Ban Ki-Moon —hasta ahora ministro de Asuntos Exteriores de Corea del Sur y miembro de la secta Moon— es nombrado nuevo secretario general de la ONU por el Consejo de Seguridad. La decisión deberá ser ratificada por el pleno de la Organización.
- 15 de octubre: 
  - El papa Benedicto XVI canoniza a Rafael Guízar y Valencia junto con otros tres beatos.
  - Las Naciones Unidas acuerdan aplicar una sanción a Corea del Norte por las pruebas nucleares.
  - Se produce la mayor goleada en la historia del clásico platense, Estudiantes de La Plata vence 7-0 a Gimnasia y Esgrima La Plata en el primer clásico tras el regreso de Juan Sebastián Verón al Pincha.
  - En Hawái se registra un terremoto de 6,7 que provoca un pequeño tsunami no destructivo.
- 16 de octubre: inicio de la campaña electoral en Cataluña para las elecciones a la Generalidad del 1 de noviembre.
- 17 de octubre: 
  - En el Metro de Roma chocan dos trenes: 1 muerto y 110 heridos, 6 de ellos graves.
  - En Argentina, se trasladan los restos del expresidente argentino Juan Domingo Perón a la quinta de San Vicente, donde vivió con Eva Perón. Incidentes y heridos.Estados Unidos alcanza la cifra de 300 millones de habitantes.
  - Lanzamiento oficial de Age of Empires III - The War Chiefs.
- 18 de octubre: en Lima (Perú), la efigie del Señor de los Milagros visita luego de cuatro años el distrito de La Victoria.
- 19 de octubre: 
  - En el norte de Bogotá (Colombia) explota un coche-bomba en la universidad militar dejando 20 heridos.
  - En México, el Senado declara que no habrá disolución de poderes en Oaxaca además de que la sección 22 del SNTE se retira de las negociaciones dejando sola a la APPO.
  - En Ciudad de México se realizan los MTV Video Music Awards Latin America.
  - Capturan a John Ward Parsons, asesino estadounidense que se había fugado de la cárcel dos meses antes.
- 20 de octubre: 
  - La Bolsa de Madrid celebra su 175 aniversario desde su fundación.
  - La ciudad de Lima y la zona central del Perú son sacudidas por un violento sismo de 6,4 grados de magnitud en la escala de Richter.
- 22 de octubre: 
  - Se celebra el Gran Premio de Brasil de Fórmula 1 en el que Fernando Alonso se proclama campeón por segundo año consecutivo y Michael Schumacher se retira con siete títulos.
  - Los panameños aprueban por un 78% de los votos la ampliación del Canal de Panamá.
  - El socialista Georgi Purvanov y el ultraderechista Volen Siderov se enfrentarán en la segunda vuelta de las elecciones presidenciales en Bulgaria, después de la celebración de la primera vuelta de dichas elecciones.
- 23 de octubre: frente al canal Hossana, en Panamá se quema un bus. Mueren 18 personas. No hay responsables por este hecho, ya que se debió a una pequeña falla mecánica.
- 24 de octubre: La artista estadounidense Taylor Swift debuta con el lanzamiento de su álbum Taylor Swift (álbum).
- 28 de octubre: en España, TVE celebra los 50 años del comienzo de sus emisiones. Para celebrarlo, durante todo el fin de semana proyecta una nueva iluminación sobre Torrespaña y realiza distintos programas especiales.
- 29 de octubre: 
  - La República Democrática del Congo se realiza la segunda vuelta en las elecciones presidenciales.
  - En Brasil, Luiz Inácio Lula da Silva es reelegido presidente tras la celebración de la segunda vuelta de la elecciones presidenciales, en la que obtiene el 60,8% de los votos frente a su rival Geraldo Alckmin, quien solo obtiene el 39,2%.
  - En Bulgaria, en la segunda vuelta de las elecciones presidenciales, Georgi Purvanov revalidó su cargo con casi un 76% de los votos, frente al 24% obtenido por su rival, el ultraderechista Volen Siderov.
  - La República de Serbia vota en referéndum la aprobación de una nueva Constitución.
- 30 de octubre: en Bajaur, un ataque aéreo sobre un madraza mata a docenas de sospechosos Al-Qaeda y militantes talibán.

### Noviembre
- 1 de noviembre: 

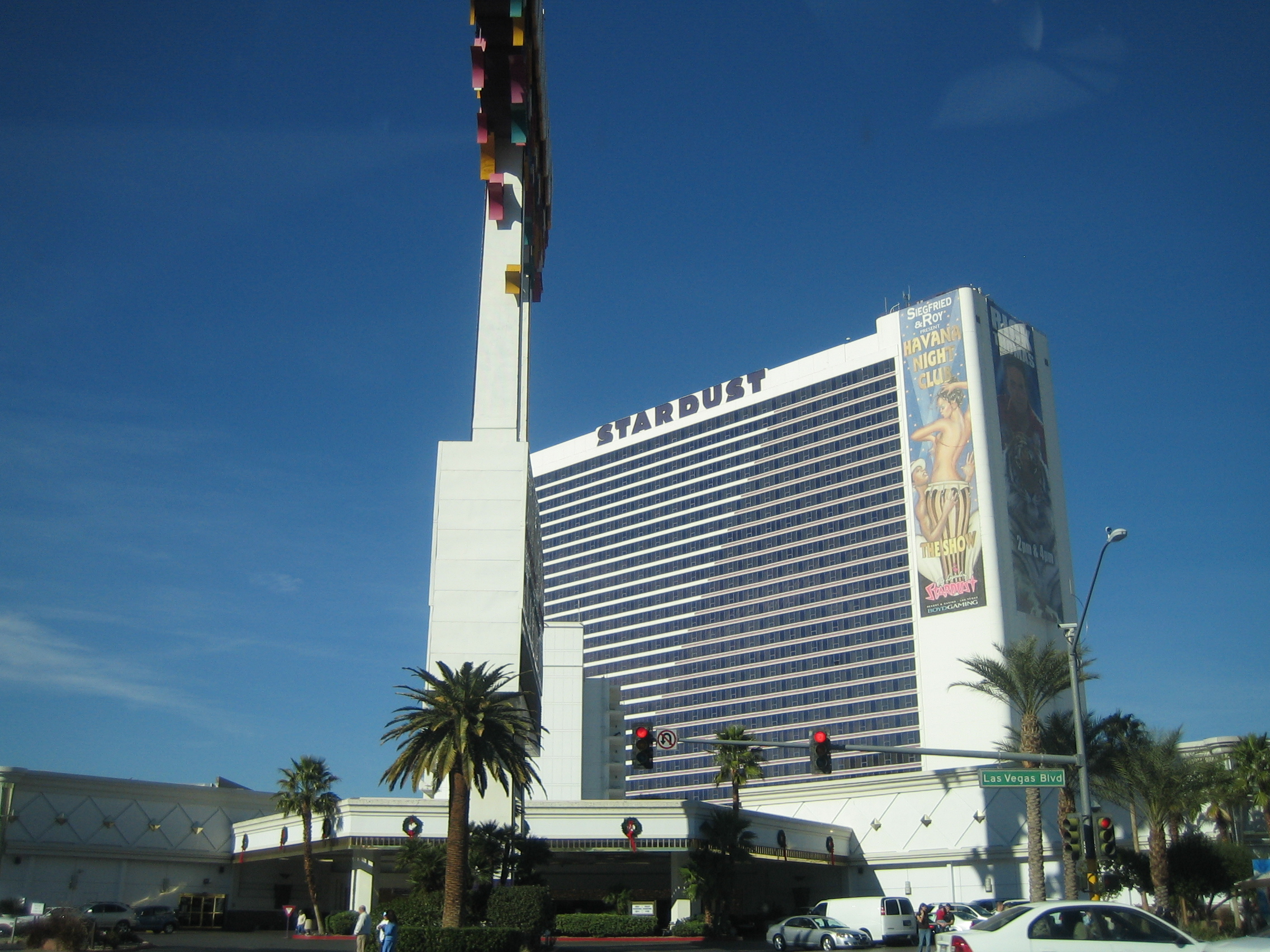
Stardust Resort & Casino.

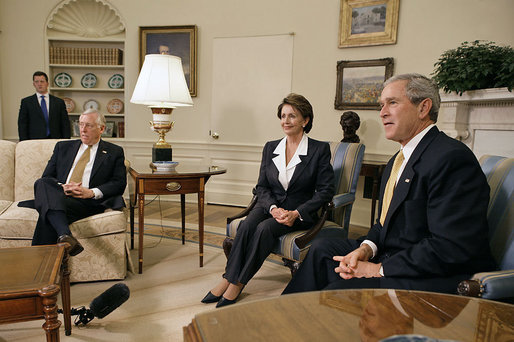
Nancy Pelosi y Steny Hoyer con el presidente Bush, el 9 de noviembre de 2006.

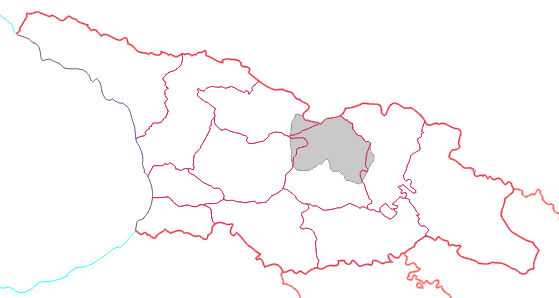
Situación de Osetia del Sur en Georgia.

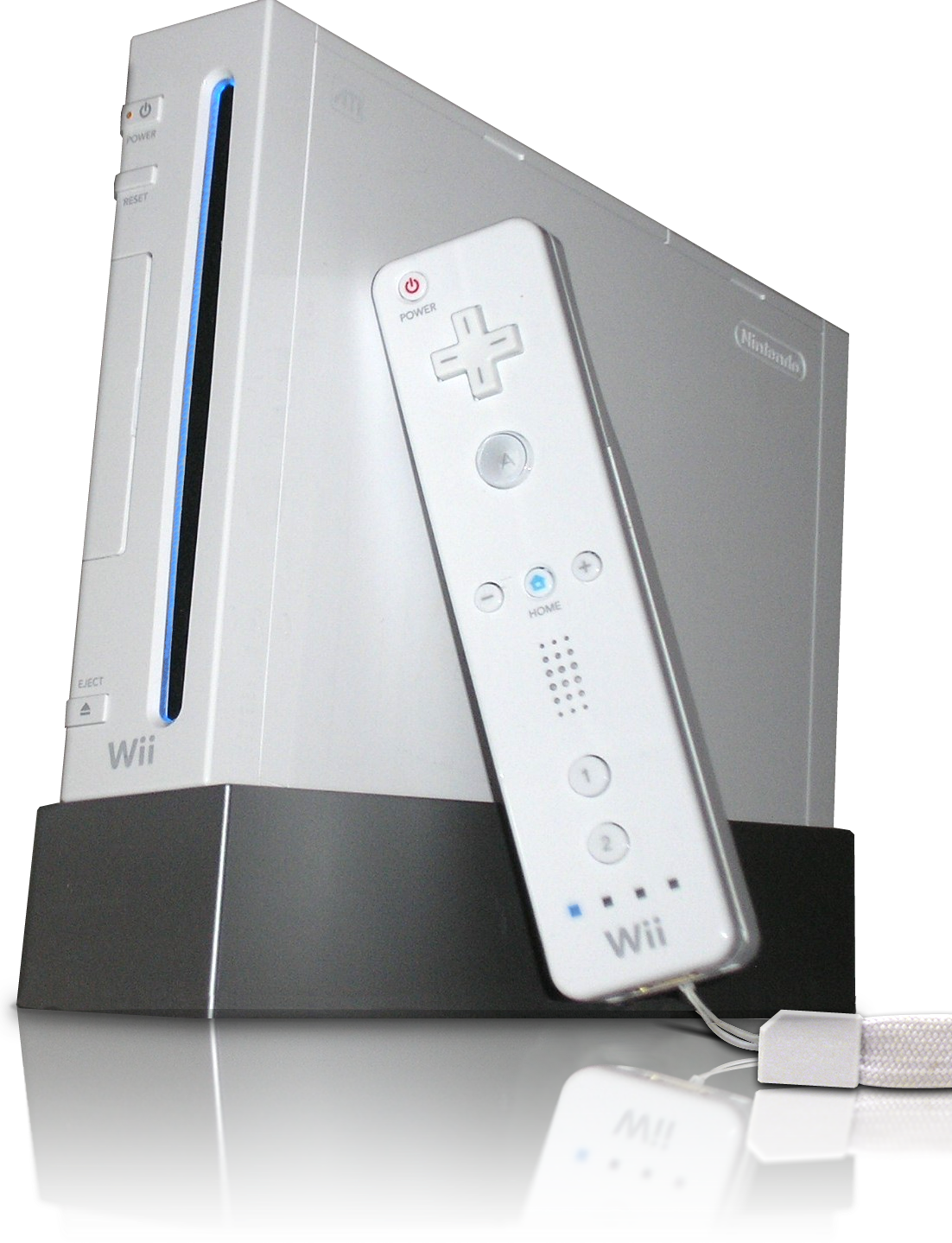
La consola Wii, de Nintendo.

  - Elecciones al Gobierno de la Generalidad de Cataluña. Tras el recuento de los votos CiU obtiene 48 escaños, el PSC obtiene 37, ERC consigue 21, el PP se queda con 14, IC sube a 12 y la nueva plataforma Ciudadanos (Cs) logra 3 escaños. De esta forma, el gobierno salió de una coalición del Partido Socialista de Cataluña (PSC), Esquerra Republicana de Catalunya (ERC) e Iniciativa per Catalunya Verds-Esquerra Unida i Alternativa (ICV-EUiA), conocida como el Tripartito catalán. El presidente de la comunidad será el líder del PSC, José Montilla.
  - La ciudad de Oruro en Bolivia, festeja 400 años de su fundación con un Te Deum, fuegos pirotécnicos y la actuación de la Orquesta Sinfónica de Oruro.
  - En el corregimiento de tierradentro (Córdoba, Colombia), las FARC atacan la estación de Policía, muriendo 17 uniformados y 3 civiles.
  - En la ONU, Venezuela y Guatemala alcanzan un candidato de consenso para el asiento en el Consejo de Seguridad, por lo que será Panamá quien ocupe ese lugar.
  - El Stardust Resort & Casino cierra después de 48 años de negocios en Las Vegas.
- 3 de noviembre: la revista Science predice que en el año 2048, el 90% de las formas de vida en el mar estarán extinguidas.
- 4 de noviembre: 
  - La cadena de televisión Cuatro empieza a emitir en abierto el exitoso animé Naruto.
  - Un corte de luz de la empresa eléctrica E.ON causa apagones en varios países europeos como Alemania, Francia, Italia, Bélgica, España, Portugal y en el norte de África.
- 5 de noviembre: 
  - En Irak, Sadam Huseín y dos de sus colaboradores son condenados por el tribunal que les juzga a morir en la horca por la muerte de 148 iraquíes chiíes de la aldea de Duyail en 1983.
  - En Nicaragua se celebra la primera vuelta de las elecciones presidenciales, en las que el expresidente sandinista Daniel Ortega parte como favorito.
  - PSC, ERC e ICV llegan a un acuerdo para reeditar el tripartito, lo que les permitirá mantener el gobierno de la Generalidad de Cataluña. El candidato socialista José Montilla será el nuevo presidente de la Generalidad.
- 7 de noviembre: 
  - El Ibex 35 alcanza la cota de los 14000 puntos, apenas un mes y medio después de superar los 13000.
  - En Estados Unidos se realizan elecciones legislativas. Clara derrota del Partido Republicano, que pierde el control de la Cámara de Representantes, el Senado y la mayoría en el número de gobernadores de los estados de la Unión.
  - En las elecciones parlamentarias estadounidenses, el demócrata de Minnesota, Keith Ellison se convierte en el primer musulmán elegido para la Cámara de Representantes.
  - La ciudad japonesa de Saroma (Hokkaidō) es golpeada por un tornado, matando a nueve personas. Este es el tornado más mortífero que ha llegado hasta Japón desde 1941.
- 8 de noviembre: 
  - El Consejo Supremo Electoral de Nicaragua confirma la victoria de Daniel Ortega en las elecciones celebradas el 6 de noviembre, por lo que se convertirá en el nuevo presidente del país.
  - Donald Rumsfeld dimite de su cargo como Secretario de Defensa de Estados Unidos, debido a las críticas recibidas por su política exterior y a la derrota del Partido Republicano en las elecciones de mitad de mandato celebradas el día anterior. El presidente George W. Bush propone como su sustituto a Robert Gates, ex director de la CIA.
  - Ocurre el tránsito de Mercurio frente al Sol.
  - Margaret Chan es elegida directora general de la Organización Mundial de la Salud.
- 9 de noviembre: Se inauguran los VIII Juegos Suramericanos en Buenos Aires.
- 10 de noviembre:el nacimiento de Talia Isabel Robles Herrera
- 11 de noviembre: 
  - La venezolana Daniela Di Giacomo  es coronada como Miss Internacional 2006, otorgándole la quinta corona a Venezuela en dicho concurso.
  - En Japón, Sony saca a la venta su nueva consola, la PlayStation 3.
  - En Latinoamérica se estrena la serie de Disney Hannah Montana.
- 12 de noviembre: en Osetia del Sur se celebra un referéndum en el que se pregunta: «¿Debería Osetia del Sur conservar su estado presente de un estado de facto independiente?». El 99% de los votantes apoyó la independencia.
- 13 de noviembre: los presidentes de Venezuela y Brasil, Hugo Chávez y Luiz Inácio Lula da Silva inauguran el puente Orinoquia, segundo puente construido sobre el río Orinoco.
- 15 de noviembre: en Puerto Rico se comienza a aplicar el IVU (Impuesto por Venta y Uso).
  - Un terremoto de 8,3 sacude las islas Kuriles provocando olas de tsunami de hasta 22 metros de altura.
- 16 de noviembre: 
  - En Uruguay, Juan María Bordaberry (1928), presidente de facto de Uruguay en el período comprendido entre 1971 y 1973, y su canciller, Juan Carlos Blanco (1934), son condenados a prisión por los crímenes de coautoría intelectual de asesinato a dos legisladores uruguayos y dos guerrilleros tupamaros.
  - En la Ciudad de México, la Asamblea Legislativa del Distrito Federal aprueba la Ley de Convivencia, la cual establece que todas las personas que vivan en una casa, puedan heredar y tener protección de su pareja, lo cual también fue un paso para la comunidad denominada LGBT (lesbianas, gais, bisexuales y travestis) de México.
- 17 de noviembre: en Canadá y los Estados Unidos, Sony lanza la PlayStation 3, aunque retrasa su lanzamiento en Europa hasta el mes de marzo de 2007. En los Estados Unidos se producen algunos disturbios el primer día de su puesta en venta.
- 18 de noviembre: 
  - Cerca de Roma, los actores Tom Cruise y Katie Holmes se casan mediante el ritual previsto por la Iglesia de la Cienciología (creada por el escritor de ciencia ficción Ron Hubbard).
  - En Venezuela, el presidente Hugo Chávez inaugura parcialmente la primera fase del servicio de trenes del Metro de Valencia.
- 19 de noviembre: 
  - En Perú se celebran elecciones regionales y municipales.
  - En los Estados Unidos y Latinoamérica, la empresa japonesa Nintendo lanza a la venta su consola Wii.
  - Finalizan los VIII Juegos Suramericanos.
- 20 de noviembre: 
  - En la Plaza del Zócalo de la Ciudad de México, Andrés Manuel López Obrador se autoproclama presidente legítimo de México y presta juramento ante la Constitución General de la República.
  - Irán y Siria reconocen el gobierno de Irak, restauran relaciones diplomáticas, y piden una conferencia de paz.
- 21 de noviembre: en Beirut es asesinado Pierre Amine Gemayel, ministro de industria en el gobierno de Fuad Siniora.
- 22 de noviembre: Haití reconoce a la República Árabe Saharaui Democrática (RASD).
- 23 de noviembre: en Londres fallece Alexander Litvinenko a causa del polonio-210.
- 24 de noviembre: en los Estados Unidos se estrena la tercera variación de la película original de Disney Channel, High School Musical, llamada High School Musical: Pop-Up.
- 25 de noviembre: en Reynosa (Tamaulipas) el cantante mexicano Valentín Elizalde es asesinado junto con su apoderado y su chofer después de dar su último concierto.
- 26 de noviembre: en Ecuador, Rafael Correa gana las elecciones presidenciales.
- 27 de noviembre: en Maracay (Venezuela) el presidente Hugo Chávez inaugura la planta de la empresa Venirauto, primera fábrica venezolana de automóviles, en cooperación con el Gobierno iraní.
- 28 de noviembre: varios legisladores de la izquierda mexicana ocuparon la tribuna de la Cámara de Diputados en un intento de impedir la investidura del presidente electo, el panista Felipe Calderón Hinojosa para el 1 de diciembre de 2006.
- 30 de noviembre: 
  - Wikimedia Commons alcanza la cifra de un millón de ficheros multimedia, dos años y dos meses después de su creación.
  - Sudáfrica permite el matrimonio entre personas del mismo sexo.
  - En Filipinas, el tifón Durian destroza las vías de comunicación terrestre y mata a centenares de personas.

### Diciembre
- 1 de diciembre: 

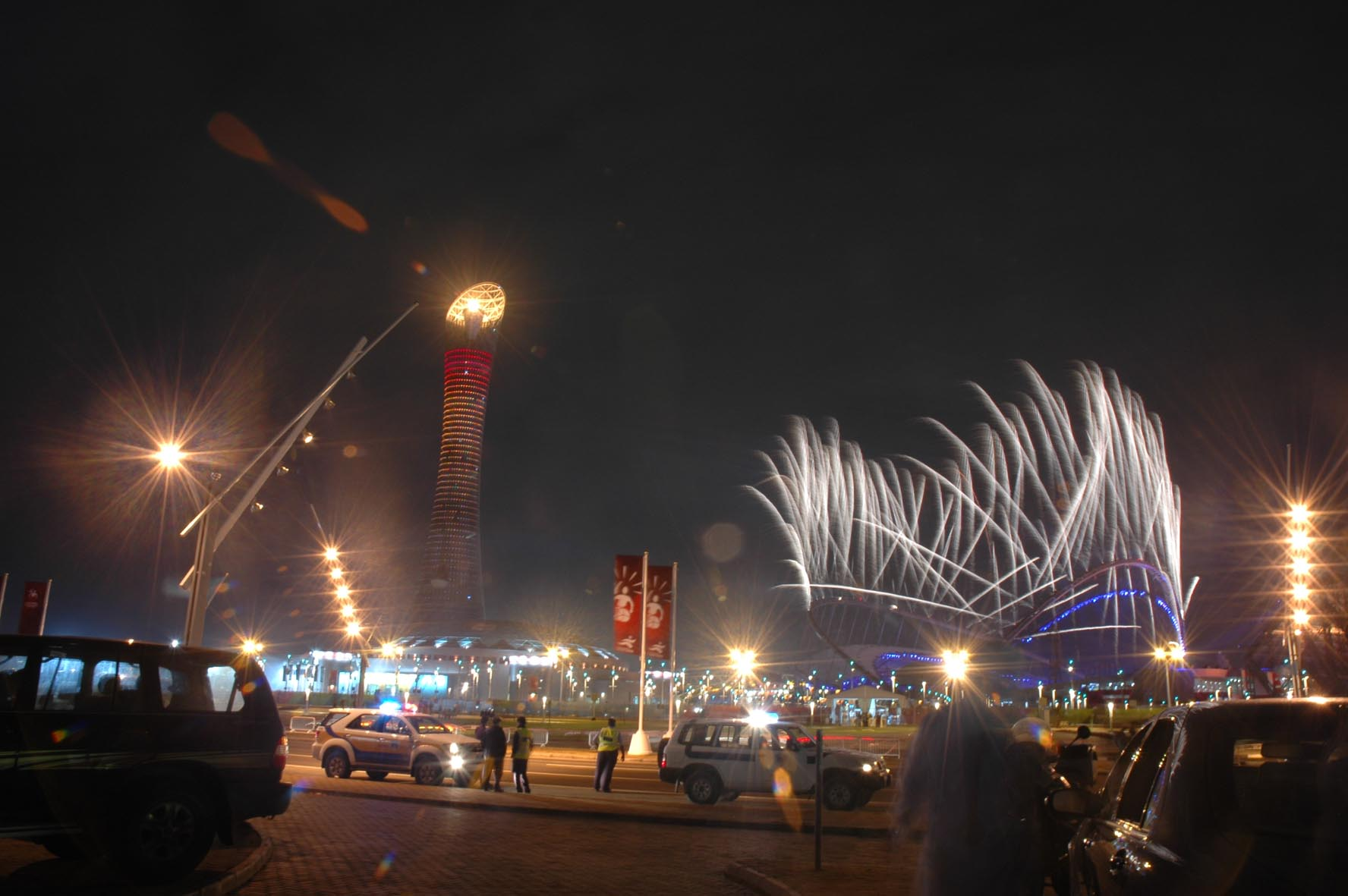
Ceremonia de inauguración de los 15.º Juegos Asiáticos de 2006.

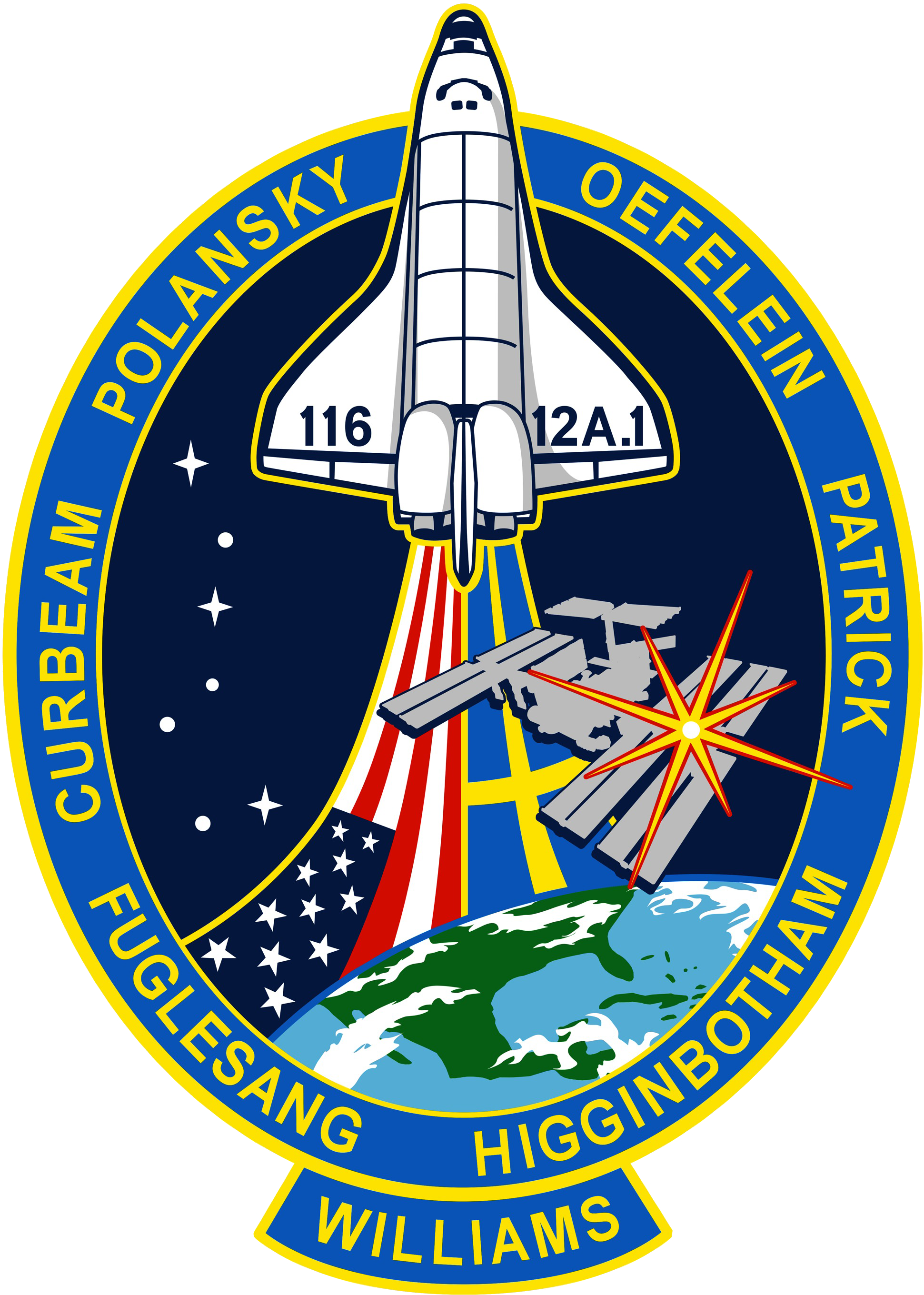
Escudo de la misión STS:116.

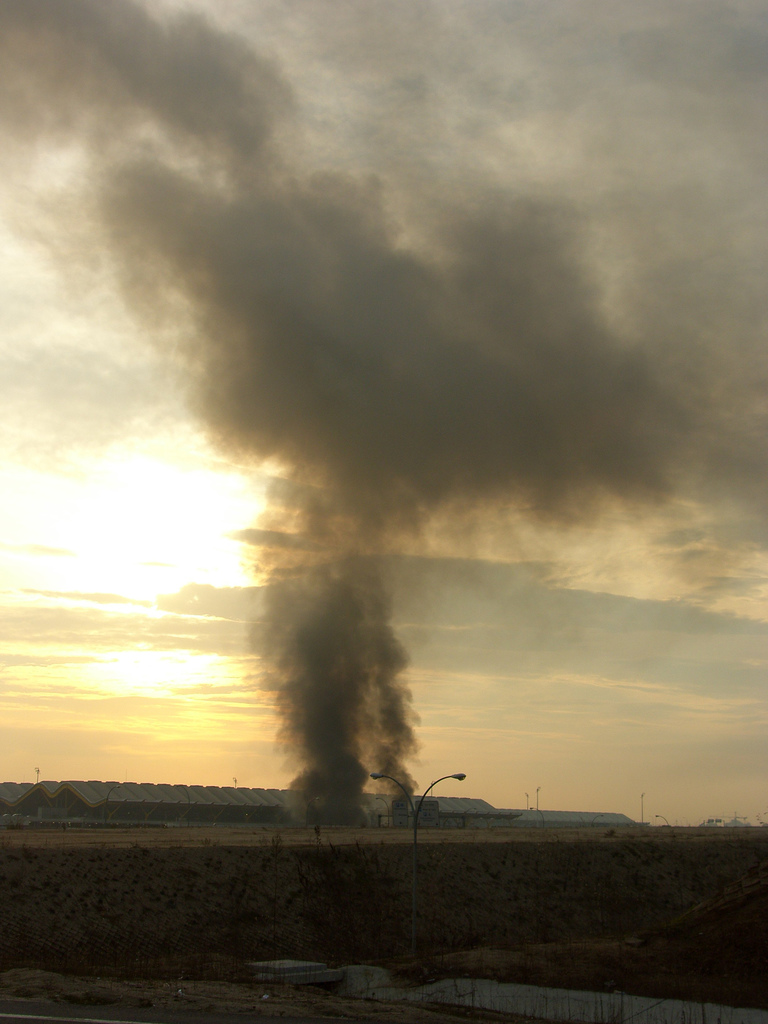
Columna de humo en el Aeropuerto de Madrid-Barajas tras la explosión de una furgoneta bomba el 30 de diciembre de 2006.

  - En México, Vicente Fox Quesada concluye su mandato y cede el poder a Felipe Calderón Hinojosa quien toma posesión en medio de protestas y peleas en la cámara de diputados, convirtiéndose así en el sexagesimotercer presidente de este país para el mandato presidencial 2006-2012.
  - En España, Xfera comienza a operar bajo la marca Yoigo, ofreciendo telefonía móvil 3G en 8 ciudades españolas.
  - En Doha (Catar) comienzan los Juegos Asiáticos de 2006.
- 2 de diciembre: 
  - Se celebra la 4.ª edición del Festival de Eurovisión Infantil; gana Rusia.
  - En Doha, el Consejo Olímpico de Asia da a conocer la nueva bandera oficial de la organización.[159]
  - En Japón, Nintendo lanza a la venta su consola Wii.
- 3 de diciembre: 
  - En Venezuela se realizan las elecciones presidenciales. Hugo Chávez es reelegido con más del 60% de los votos emitidos.
  - En Santiago de Chile, el ex dictador Augusto Pinochet es hospitalizado de emergencia por un infarto en su residencia.
  - En Fiyi, las fuerzas armadas bajo el mando del comodoro Frank Bainimarama, perpetran un golpe de Estado contra el presidente Ratu Josefa Iloilo y el primer ministro Laisenia Qarase.
- 5 de diciembre: 
  - En Asunción (Paraguay) se producen desórdenes en protesta porque a los dueños del supermercado Ycuá Bolaños los sentenciaron solo a cinco años de prisión por haber cerrado las puertas de su supermercado mientras se incendiaba (murieron 396 personas, la mitad de ellas niños).
  - En México, Marcelo Ebrard asume como jefe de Gobierno del Distrito Federal.
- 7 de diciembre: 
  - Desde el Centro espacial John F. Kennedy despega el STS-116 (el transbordador espacial Discovery); es el primer lanzamiento que se realiza por la noche.
  - Christer Fuglesang se convierte en el primer sueco en el espacio.
  - En Perú se relanza la ruta de pasajeros Lima-Huancayo en el Ferrocarril Central del Perú.
- 8 de diciembre: en Europa, la empresa japonesa Nintendo lanza su nueva videoconsola Wii.
- 8 y 9 de diciembre: en estos 10 años el Teletón se recaudó 420 369 748 pesos.
- 9 de diciembre: 
  - En España, la empresa japonesa Nintendo lanza su nueva videoconsola Wii, retrasada un día por ser festivo.
  - En Moscú (Rusia), un incendio en un hospital mata a 45 personas.
- 10 de diciembre: 
  - En México, los Chivas de Guadalajara ganan el torneo del apertura 2006 al derrotar al Toluca por global de 3 a 2.
  - En Santiago de Chile, el ex dictador Augusto Pinochet fallece en el Hospital Militar a raíz de un infarto agudo al miocardio y un edema pulmonar. No se decreta duelo nacional «por el bien de Chile», según dijo la presidenta Michelle Bachelet: solo se permiten honores militares como excomandante en jefe del Ejército de Chile.
- 11 de diciembre: 
  - En Santiago de Chile se abre al público la capilla ardiente del general Augusto Pinochet, instalada en la Escuela Militar.
  - Se inaugura el juego en línea Dark Orbit de la compañía alemana Bigpoint.
  - En México, el presidente electo Felipe Calderón anuncia el Operativo Conjunto Michoacán, dando inicio a la Guerra contra el narcotráfico en México.
- 12 de diciembre: miles de pinochetistas acuden al funeral del exgobernante chileno, celebrado en la Escuela Militar. Por expreso deseo del Gobierno, Augusto Pinochet no recibe honores de jefe de Estado ni se decreta luto oficial.
- 13 de diciembre: 
  - En China se considera que el baiji (Lipotes vexillifer) se ha extinguido. Aunque un año más tarde, en 2007, un pescador avista un ejemplar y lo graba. Las imágenes fueron revisadas en el Instituto de Hidrobiología de la Academia de Ciencias China y se compróbó su autenticidad.[160]
  - El Ejército de Chile expulsa al nieto de Augusto Pinochet, el capitán Augusto Pinochet Molina, a causa de su polémico discurso durante el funeral de su abuelo.
  - En Argentina, el Estudiantes de La Plata vence 2-1 al Boca Juniors y se consagra campeón del Apertura 2006.
  - En Santiago de Chile, el Club de Fútbol Pachuca se alza campeón de la Copa Sudamericana 2006 en el cual vence al Colo-Colo 2 a 1 (3-2 marcador global), convirtiéndose en el primer club mexicano en ganar cualquier torneo organizado por la Conmebol
- 14 de diciembre: según un informe de la policía británica Scotland Yard, la princesa Diana de Gales no fue asesinada ni estaba embarazada. Lady Di murió en accidente y su chófer estaba alcoholizado.
- 15 de diciembre:
  - En Gaza, dirigentes de Hamás acusan al presidente palestino, Mahmud Abbas, de intentar asesinar al primer ministro, Ismail Haniya, provocando un clima de pre guerra civil.
  - El Ministerio de Fomento español suspende a la aerolínea de low-coast Air Madrid debido a que llevaba constantes retrasos en vuelos a América Latina.
  - En una carretera rumbo al oeste de la ciudad de Parma, (Italia) fallece en accidente el ex-piloto suizo Clay Regazzoni.
  - El gobierno japonés aprueba un proyecto de la ley para trasladar la Agencia de Defensa de Japón a un ministerio.
  - La aerolínea Air Europa deja de funcionar, dejando a 300 000 pasajeros varados.
- 16 de diciembre: 
  - El presidente de la ANP, Mahmud Abbas, anuncia públicamente la convocatoria de elecciones presidenciales y legislativas anticipadas para acabar con la crisis institucional.
  - En España, operan por primera vez vuelos de Iberia LAE en la ruta Madrid-Gibraltar
  - En Doha (Catar), se clausuran los Juegos Asiáticos de 2006.
  - Lanzamiento del nanosatélite biológico Genesat 1.
- 17 de diciembre: 
  - Portavoces de Hamás y Fatah confirman un frágil acuerdo para frenar la espiral de violencia. Un ministro de Hamás sale ileso de un atentado, y bombas de mortero explotan cerca de la oficina de Mahmud Abbas en Gaza.
  - Internacional derrota al Barcelona en la final de la Copa Mundial de Clubes de la FIFA 2006, coronándose campeón del mundo.
- 18 de diciembre: 
  - Continúan los enfrentamientos entre seguidores de Hamás y Fatah. El presidente palestino, Mahmud Abbas, reitera que la única salida al caos son unas elecciones anticipadas.
  - Regresa a la Tierra el transbordador espacial Discovery de la misión STS-116.
- 19 de diciembre: cinco enfermeras búlgaras y un médico palestino, acusados de haber inoculado deliberadamente el sida a 426 niños, son condenados a muerte en Libia.
- 20 de diciembre: 
  - El ministro del Interior español, Alfredo Pérez Rubalcaba, señala que «no hay nada relevante» que comunicar sobre el proceso de paz, en referencia a las informaciones publicadas que señalan que el Gobierno y la banda terrorista ETA mantuvieron el pasado jueves su primera reunión desde el inicio en marzo del alto el fuego de la banda.
  - En Somalia, combatientes de la Unión de Tribunales Islámicos comienzan a atacar la ciudad que es sede del gobierno, Baidoa.
  - El equipo colombiano Cúcuta Deportivo derrota al Deportes Tolima en la final de Copa Mustang, coronándose campeón del Fútbol Profesional Colombiano.
- 21 de diciembre: 
  - En San Sebastián (País Vasco), una veintena de encapuchados calcinan un autobús urbano articulado y lanzan cócteles molotov contra la Comandancia de Marina y un cajero automático.
  - Se crea por primera vez la serie Phineas y Ferb de Disney
  - En Santiago de Chile se inaugura el tramo final de la Línea 2 del Metro de Santiago desde Einstein hasta Vespucio Norte.
- 22 de diciembre: el presidente del Gobierno español, José Luis Rodríguez Zapatero, recibe al líder del PP, Mariano Rajoy, en el Palacio de la Moncloa para mantener su sexta entrevista de la Legislatura y reafirmar sus posiciones ante el proceso de paz en el País Vasco.
- 23 de diciembre: 
  - La Ertzaintza localiza en la localidad vizcaína de Amorebieta un zulo de ETA construido hace uno o dos días y con 50 kg de explosivos. Es el primer dato público de la reorganización de la banda terrorista en España tras el alto el fuego de marzo.
  - Miles de jóvenes se manifiestan en toda España por el acceso a la vivienda y por el fin de la especulación inmobiliaria. Solo en la ciudad de Barcelona, la marcha reúne a 20 000 asistentes, según los organizadores (7000 según la Guardia Urbana).
- 24 de diciembre: en su Mensaje de Navidad, el Rey Juan Carlos pide a los partidos políticos que sosieguen la vida política y trabajen «con espíritu integrador», y recuerda «el deber y la responsabilidad» que instituciones y fuerzas democráticas tienen para, juntos, poner fin al terrorismo.
- 25 de diciembre: en un hospital de Atlanta muere el cantante James Brown (73 años), conocido como «el padrino del soul» y cuya influencia en la música popular estadounidense le convirtió en una leyenda.
- 26 de diciembre: 
  - En Lagos (Nigeria) explota un oleoducto, matando al menos a 200 personas.
  - José Luis García Sabrido, el cirujano español que ha examinado al líder cubano Fidel Castro, asegura que el comandante no sufre ninguna clase de lesión maligna. El doctor considera que Castro recuperará su plena actividad, dentro de las limitaciones de una persona de 80 años.
  - Dos terremotos de 7,0 y 6,9 sacuden la costa suroeste de Taiwán dejando 2 muertos y más de 40 heridos
- 27 de diciembre: en Perú, el club Alianza Lima gana por vigésima segunda vez el Campeonato Descentralizado de ese País al derrotar por 3-1 al Cienciano del Cusco.
- 28 de diciembre: en Venezuela, el presidente Hugo Chávez anuncia la no renovación de la concesión para operar en señal abierta al canal Radio Caracas Televisión (RCTV), hecho consumado el 27 de mayo del año subsiguiente.
- 28 y 29 de diciembre: en el Palacio de Deportes de Madrid, Fito Cabrales y su grupo Fito y los Fitipaldis, dan dos conciertos multitudinarios que convocan un total de 60 000 personas.
- 30 de diciembre: 
  - En Irak, Sadam Huseín es ejecutado en la horca a las 6 de la mañana (hora de Irak).
  - En el atentado en el Aeropuerto de Madrid-Barajas de 2006, la banda terrorista ETA hace estallar una bomba en el aparcamiento C en la T4 de Barajas. El atentado se salda con 19 heridos leves y dos fallecidos: Carlos Alonso Palate y Diego Armando Estacio, ambos de nacionalidad ecuatoriana.
  - Se ponen a la venta los nuevos episodios de la serie de animación japonesa Saint Seiya, concretamente los de la saga de Hades desde el 20 hasta posiblemente el 28; se espera que terminen en 2007.

## Videojuegos
- Lara Croft regresa a las consolas con Lara Croft Tomb Raider: Legend por Eidos y desarrollado por Crystal Dynamics.
- 12 de septiembre Lanzamiento de videojuego de Lego Star Wars II:The Original Trilogy
- 11 de noviembre Sale a la venta la consola PlayStation 3 de Sony.
- La serie Dance Dance Revolution de Konami vuelve a la arcade con la aparición de Dance Dance Revolution Supernova.
- El sistema e-AMUSEMENT de Konami solo usan tarjetas infrarrojas (y no magnéticas).
- Sale a la venta Call of duty 3.
- Sale el juego Sonic the Hedgehog (videojuego de 2006) para Xbox 360 (y más tarde a la PlayStation 3)
- Aparece FIFA 07 a finales de septiembre en Europa e JB inicios de octubre en Norteamérica y también se estrena Need For Speed Carbón para PlayStation 2, PlayStation 3,Xbox 360
- Sony anuncia la descontinuacion de la consola Playstation 1.
- 19 de noviembre Sale a la venta la consola Wii de Nintendo.
- Sale a la venta Black de EA para PlayStation 2, Xbox, Xbox360, y PlayStation 3.
- Sale a la venta la edición de  Playstation 2 del juego  Grand Theft Auto Liberty City Stories .
- Sale a la venta para PSP el videojuego Grand Theft Auto Vice City Stories .
- Sale a la venta para Playstation 2 y Xbox 360 el videojuego de peleas Mortal Kombat: Armageddon
- Sale a la venta para Wii, Xbox 360, Playstation 3, PC y Game Boy Advance el videojuego de superhéores Marvel: Ultimate Alliance
- Sale en PC el videojuego en línea Roblox

## Astronáutica
- 26 de octubre: lanzamiento de la misión Stereo para el estudio del Sol.

## Cine
- Pirates of the Caribbean: Dead Man's Chest

- El código Da Vinci

- Ice Age: The Meltdown

- Casino Royale

- Night at the Museum

- Cars

- X-Men: The Last Stand

- Superman Returns

- Happy Feet

- Misión imposible 3

- Guadalupe

- Scooby-Doo 3 (cancelada)

- Bambi 2

Arthur y los Minimoys

## Premios Nobel
- Física: los estadounidenses John Mather y George Smoot, por sus investigaciones que dan luz sobre los primeros momentos del Universo.[161]
- Química: el estadounidense Roger Kornberg, por describir el proceso de transcripción genética de las células eucarióticas (estudios moleculares).[161]
- Medicina: Andrew Z. Fire y Craig C. Mello, por su descubrimiento de la ribointerferencia.[161]
- Literatura: el turco Orhan Pamuk, por haber encontrado nuevos símbolos para reflejar el choque y la interconexión de las culturas.[161]
- Paz: el bangladesí Muhammad Yunus, conocido como el 'padre' de los microcréditos, y el Banco Grameen (fundado por el propio Yunus).[161]
- Economía: Edmund S. Phelps, por sus análisis en política macroeconómica.[161]

## Premios Príncipe de Asturias
- Artes: Pedro Almodóvar.[162]
- Ciencias Sociales: Mary Robinson.[162]
- Comunicación y Humanidades: National Geographic Society.[162]
- Concordia: UNICEF.[162]
- Cooperación Internacional: Fundación Bill y Melinda Gates.[162]
- Deportes: Selección española de baloncesto 2006.[162]
- Investigación Científica y Técnica: Juan Ignacio Cirac Sasturain.[162]
- Letras: Paul Auster.[162]